# Liste von Betäubungsmitteln nach dem Betäubungsmittelgesetz
Die Liste von Betäubungsmitteln nach dem Betäubungsmittelgesetz enthält die im deutschen Betäubungsmittelgesetz (BtMG) erfassten Stoffe der Anlage I (nicht verkehrsfähige Betäubungsmittel, Handel und Abgabe verboten; etwa LSD), Anlage II (verkehrsfähige, aber nicht verschreibungsfähige Betäubungsmittel, Handel erlaubt, Abgabe verboten; etwa Ausgangsstoffe wie Cocablätter) und Anlage III (verkehrsfähige und verschreibungsfähige Betäubungsmittel, Abgabe nach BtMVV; etwa Morphin) zu § 1 Abs. 1 BtMG.
Grundlagen für den Verkehr mit Betäubungsmitteln sind internationale Abkommen mit dem Ziel, den Missbrauch von Suchtstoffen zu bekämpfen. Verschreibungsfähige Betäubungsmittel dürfen nur verordnet werden, wenn ihre Anwendung begründet ist und der beabsichtigte Zweck auf andere Weise nicht erreicht werden kann (vgl. § 13 Abs. 1 BtMG).

## Tabellarische Liste
Die Spalte 1 enthält die Anlagennummer (I, II oder III), so dass die Zuordnung eines Stoffes auch bei anderer Sortierung ersichtlich ist. Die Spalte 2 enthält die von der Weltgesundheitsorganisation vergebenen internationalen Freinamen (INN) für die einzelnen Substanzen, Spalte 3 listet andere nicht geschützte Stoffbezeichnungen wie Kurzbezeichnungen oder Trivialnamen und Spalte 4 enthält die chemischen Stoffbezeichnung nach der Nomenklatur der International Union of Pure and Applied Chemistry (IUPAC).
| Inhalt (Stand: 1. April 2024): Anlage I – Anlage II – Anlage III |

| Anlage                                                                       | Internationaler Freiname                         | Andere nicht geschützte oder Trivialnamen | Chemische Namen (IUPAC) |
| Anlage I – Nicht verkehrsfähige Betäubungsmittel                             | Anlage I – Nicht verkehrsfähige Betäubungsmittel | Anlage I – Nicht verkehrsfähige Betäubungsmittel | Anlage I – Nicht verkehrsfähige Betäubungsmittel                                                                            |
| ---------------------------------------------------------------------------- | ------------------------------------------------ | --- | --- |
| I                                                                            | Acetorphin                                       | - | {4,5α-Epoxy-7α-[(R)-2-hydroxypentan-2-yl]-6-methoxy-17-methyl-6,14-ethenomorphinan-3-yl}acetat                              |
| I                                                                            | -                                                | Acetyldihydrocodein | (4,5α-Epoxy-3-methoxy-17-methylmorphinan-6α-yl)acetat                                                                       |
| I                                                                            | Acetylmethadol                                   | - | (6-Dimethylamino-4,4-diphenyl-heptan-3-yl)acetat                                                                            |
| I                                                                            | -                                                | Acetyl-α-methylfentanyl | N-Phenyl-N-[1-(1-phenyl-propan-2-yl)-4-piperidyl]acetamid                                                                   |
| I                                                                            | -                                                | - | 4-Allyloxy-3,5-dimethoxy-phenethylazan                                                                                      |
| I                                                                            | Allylprodin                                      | - | (3-Allyl-1-methyl-4-phenyl-4-piperidyl)propionat                                                                            |
| I                                                                            | Alphacetylmethadol                               | - | [(3R,6R)-6-Dimethylamino-4,4-diphenylheptan-3-yl]acetat                                                                     |
| I                                                                            | Alphameprodin                                    | - | [(3RS,4SR)-3-Ethyl-1-methyl-4-phenyl-4-piperidyl]propionat                                                                  |
| I                                                                            | Alphamethadol                                    | - | (3R,6R)-6-Dimethylamino-4,4-diphenylheptan-3-ol                                                                             |
| I                                                                            | Alphaprodin                                      | - | [(3RS,4SR)-1,3-Dimethyl-4-phenyl-4-piperidyl]propionat                                                                      |
| I                                                                            | -                                                | 5-(2-Aminopropyl)indol (5-IT) | 1-(1H-Indol-5-yl)propan-2-amin                                                                                              |
| I                                                                            | Anileridin                                       | - | Ethyl-1-[2-(4-aminophenyl)ethyl]-4-phenylpiperidin-4-carboxylat                                                             |
| I                                                                            | -                                                | BDB | 1-(1,3-Benzodioxol-5-yl)butan-2-ylazan                                                                                      |
| I                                                                            | Benzethidin                                      | - | Ethyl-[1-(2-benzyloxy)ethyl]-4-phenyl-piperidin-4-carboxylat                                                                |
| I                                                                            | Benzfetamin                                      | Benzphetamin | (Benzyl)(methyl)(1-phenylpropan-2-yl)azan                                                                                   |
| I                                                                            | -                                                | MDPPP | 1-(1,3-Benzodioxol-5-yl)-2-(pyrrolidin-1-yl)propan-1-on                                                                     |
| I                                                                            | -                                                | Benzylfentanyl | N-(1-Benzyl-4-piperidyl)-N-phenyl-propanamid                                                                                |
| I                                                                            | -                                                | Benzylmorphin | 3-Benzyloxy-4,5α-epoxy-17-methylmorphin-7-en-6α-ol                                                                          |
| I                                                                            | Betacetylmethadol                                | - | [(3S,6R)-6-Dimethylamino-4,4-diphenylheptan-3-yl]acetat                                                                     |
| I                                                                            | Betameprodin                                     | - | [(3RS,4RS)-3-Ethyl-1-methyl-4-phenyl-4-piperidyl]propionat                                                                  |
| I                                                                            | Betamethadol                                     | - | (3S,6R)-6-Dimethylamino-4,4-diphenylheptan-3-ol                                                                             |
| I                                                                            | Betaprodin                                       | - | [(3RS,4RS)-1,3-Dimethyl-4-phenyl-4-piperidyl]propionat                                                                      |
| I                                                                            | Bezitramid                                       | - | 4-[4-(2-Oxo-3-propionyl-2,3-dihydrobenzimidazol-1-yl)piperidino]-2,2,-diphenyl-butannitril                                  |
| I                                                                            | -                                                | 25B-NBOMe (2C-B-NBOMe) | 2-(4-Brom-2,5-dimethoxyphenyl)-N-[(2-methoxyphenyl)methyl]ethanamin                                                         |
| I                                                                            | Brolamfetamin                                    | Dimethoxybromamfetamin (DOB) | (RS)-1-(4-Brom-2,5-dimethoxy-phenyl)propan-2-ylazan                                                                         |
| I                                                                            | -                                                | Bromdimethoxyphenethylamin (BDMPEA, 2C-B) | 4-Brom-2,5-dimethoxyphenethyl-azan                                                                                          |
| I                                                                            | Carfentanil                                      | - | Methyl[1-phenethyl-4-(N-phenyl-propanamido)piperidin-4-carboxylat]                                                          |
| I                                                                            | Cathinon                                         | - | (S)-2-Amino-1-phenylpropan-1-on                                                                                             |
| I                                                                            | -                                                | 2C-C | 2-(4-Chlor-2,5-dimethoxyphenyl)ethanamin                                                                                    |
| I                                                                            | -                                                | 2C-D (2C-M) | 2-(2,5-Dimethoxy-4-methylphenyl)ethanamin                                                                                   |
| I                                                                            | -                                                | 2C-E | 2-(4-Ethyl-2,5-dimethoxyphenyl)ethanamin                                                                                    |
| I                                                                            | -                                                | 2C-l | 4-lod-2,5-dimethoxyphenethyl-azan                                                                                           |
| I                                                                            | -                                                | Clephedron (4-CMC, 4-Chlormethcathinon) | 1-(4-Chlorphenyl)-2-(methylamino)propan-1-on                                                                                |
| I                                                                            | -                                                | 6-Cl-MDMA | [1-(6-Chlor-1,3-benzodioxol-5-yl)propan-2-yl](methyl)azan                                                                   |
| I                                                                            | Clonitazen                                       | - | {2-[2-(4-Chlorbenzyl)-5-nitrobenzimidazol-1-yl]ethyl}diethylazan                                                            |
| I                                                                            | -                                                | 25C-NBOMe (2C-C-NBOMe) | 2-(4-Chlor-2,5-dimethoxyphenyl)-N-[(2-methoxyphenyl)methyl]ethanamin                                                        |
| I                                                                            | -                                                | Codein-N-oxid | 4,5α-Epoxy-3-methoxy-17-methylmorphin-7-en-6α-ol-17-oxid                                                                    |
| I                                                                            | Codoxim                                          | - | (4,5α-Epoxy-3-methoxy-17-methylmorphinan-6-yliden-aminooxy)essigsäure                                                       |
| I                                                                            | -                                                | 2C-P | 2-(2,5-Dimethoxy-4-propylphenyl)ethanamin                                                                                   |
| I                                                                            | -                                                | 2C-T-2 | 4-Ethylsulfanyl-2,5-dimethoxy-phenetylazan                                                                                  |
| I                                                                            | -                                                | 2C-T-7 | 2,5-Dimethoxy-4-(propylsulfanyl)phenethylazan                                                                               |
| I                                                                            | Desomorphin                                      | Dihydrodesoxymorphin | 4,5α-Epoxy-17-methyl-morphinan-3-ol                                                                                         |
| I                                                                            | Diampromid                                       | - | N-{2-[(Methyl)(phenetyl)amino]propyl}-N-phenylpropanamid                                                                    |
| I                                                                            | -                                                | Diethoxybromamfetamin | 1-(4-Brom-2,5-diethoxyphenyl)propan-2-ylazan                                                                                |
| I                                                                            | Diethylthiambuten                                | - | Diethyl(1-methyl-3,3-di-2-thienylallyl)azan                                                                                 |
| I                                                                            | -                                                | N,N-Diethyltryptamin (Diethyltryptamin, DET) | Diethyl[2-(indol-3-yl)ethyl]azan                                                                                            |
| I                                                                            | -                                                | Dihydroetorphin (18,19-Dihydroetorphin) | (5R,6R,7R,14R)-4,5α-Epoxy-7α-[(R)-2-hydroxypentan-2-yl]-6-methoxy-17-methyl-6,14-ethanomorphinan-3-ol                       |
| I                                                                            | Dimenoxadol                                      | - | (2-Dimethylaminoethyl)[(ethoxy)(diphenyl)acetat]                                                                            |
| I                                                                            | Dimepheptanol                                    | Methadol | 6-Dimethylamino-4,4-diphenyl-heptan-3-ol                                                                                    |
| I                                                                            | -                                                | Dimethoxyamfetamin (DMA) | 1-(2,5-Dimethoxyphenyl)propan-2-ylazan                                                                                      |
| I                                                                            | -                                                | Dimethoxyethylamfetamin (DOET) | 1-(4-Ethyl-2,5-dimethoxyphenyl)propan-2-ylazan                                                                              |
| I                                                                            | -                                                | Dimethoxymethamfetamin (DMMA) | 1-(3,4-Dimethoxyphenyl)-N-methylpropan-2-amin                                                                               |
| I                                                                            | -                                                | Dimethoxymethylamfetamin (DOM, STP) | (RS)-1-(2,5-Dimethoxy-4-methylphenyl)propan-2-ylazan                                                                        |
| I                                                                            | -                                                | Dimethylheptyltetrahydrocannabinol (DMHP) | 6,6,9-Trimethyl-3-(3-methyl-octan-2-yl)-7,8,9,10-tetra-hydro-6H-benzo(c)chromen-1-ol                                        |
| I                                                                            | Dimethylthiambuten                               | - | Dimethyl(1-methyl-3,3-di-2-thienylallyl)azan                                                                                |
| I                                                                            | -                                                | N,N-Dimethyltryptamin (Dimethyltryptamin, DMT) | [2-(Indol-3-yl) ethyl]dimethyl-azan                                                                                         |
| I                                                                            | Dioxaphetylbutyrat                               | - | Ethyl-(4-morpholino-2,2-diphenylbutanoat)                                                                                   |
| I                                                                            | Dipipanon                                        | - | 4,4-Diphenyl-6-piperidinoheptan-3-on                                                                                        |
| I                                                                            | -                                                | DOC | 1-(4-Chlor-2,5-dimethoxyphenyl)propan-2-ylazan                                                                              |
| I                                                                            | Drotebanol                                       | - | 3,4-Dimethoxy-17-methyl-morphinan-6β,14-diol                                                                                |
| I                                                                            | -                                                | N-Ethylbuphedron (NEB) | 2-(Ethylamino)-1-phenylbutan-1-on                                                                                           |
| I                                                                            | -                                                | 4-Ethylmethcathinon (4-EMC) | 1-(4-Ethylphenyl)-2-(methylamino)propan-1-on                                                                                |
| I                                                                            | Ethylmethylthiambuten                            | - | (Ethyl)(methyl)(1-methyl-3,3-di-2-thienylallyl)azan                                                                         |
| I                                                                            | -                                                | Ethylon (bk-MDEA, MDEC) | 1-(1,3-Benzodioxol-5-yl)-2-(ethylamino)propan-1-on                                                                          |
| I                                                                            | -                                                | Ethylpiperidylbenzilat | (1-Ethyl-3-piperidyl)benzilat                                                                                               |
| I                                                                            | Eticyclidin                                      | PCE | (Ethyl)(1-phenylcyclohexyl)azan                                                                                             |
| I                                                                            | Etonitazen                                       | - | {2-[2-(4-Ethoxybenzyl)-5-nitrobenzimidazol-1-yl]ethyl}diethylazan                                                           |
| I                                                                            | Etoxeridin                                       | - | Ethyl{1-[2-(2-hydroxyethoxy)ethyl]-4-phenylpiperidin-4-carboxylat}                                                          |
| I                                                                            | Etryptamin                                       | α-Ethyltryptamin | 1-(Indol-3-yl)butan-2-ylazan                                                                                                |
| I                                                                            | -                                                | FLEA | N-[1-(1,3-Benzodioxol-5-yl)propan-2-yl]-N-methyl-hydroxylamin                                                               |
| I                                                                            | -                                                | 4-Fluoramfetamin (4-FA, 4-FMP) | (RS)-1-(4-Fluorphenyl)propan-2-amin                                                                                         |
| I                                                                            | -                                                | ρ-Fluorfentanyl | N-(4-Fluorphenyl)-N-(1-phenethyl-4-piperidyl)propanamid                                                                     |
| I                                                                            | -                                                | 2-Fluormethamfetamin (2-FMA) | 1-(2-Fluorphenyl)-N-methylpropan-2-amin                                                                                     |
| I                                                                            | -                                                | 3-Fluormethamfetamin (3-FMA) | 1-(3-Fluorphenyl)-N-methylpropan-2-amin                                                                                     |
| I                                                                            | Furethidin                                       | - | Ethyl-[4-phenyl-1-(2-tetra-hydrofurfuryloxy)ethyl]piperidin-4-carboxylat                                                    |
| I                                                                            | -                                                | Heroin (Diacetylmorphin, Diamorphin), mit Ausnahmen | [(5R,6S)-4,5-Epoxy-17-methyl-morphin-7-en-3,6-diyl]diacetat                                                                 |
| I                                                                            | Hydromorphinol                                   | 14-Hydroxydihydromorphin | 4,5α-Epoxy-17-methyl-morphinan-3,6α,14-triol                                                                                |
| I                                                                            | -                                                | N-Hydroxyamfetamin (NOHA) | N-(1-Phenylpropan-2-yl)hydroxylamin                                                                                         |
| I                                                                            | -                                                | β-Hydroxyfentanyl | N-[1-(2-Hydroxy-2-phenyl-ethyl)-4-piperidyl]-N-phenylpropanamid                                                             |
| I                                                                            | -                                                | Hydroxymethylendioxyamfetamin (N-Hydroxy-MDA,MDOH) | N-[1-(1,3-Benzodioxol-5-yl) propan-2-yl]hydroxylamin                                                                        |
| I                                                                            | -                                                | β-Hydroxy-3-methyl-fentanyl (Ohmefentanyl) | N-[1-(2-Hydroxy-2-phenyl-ethyl)-3-methyl-4-piperidyl]-N-phenylpropanamid                                                    |
| I                                                                            | Hydroxypethidin                                  | - | Ethyl[4-(3-hydroxyphenyl)-1-methylpiperidin-4-carboxylat]                                                                   |
| I                                                                            | -                                                | 25I-NBOMe (2C-I-NBOMe) | 2-(4-lod-2,5-dimethoxyphenyl)-N-[(2-methoxyphenyl)methyl]ethanamin                                                          |
| I                                                                            | Lefetamin                                        | SPA | [(R)-1,2-Diphenylethyl]dimethylazan                                                                                         |
| I                                                                            | Levomethorphan                                   | - | (9R,13R,14R)-3-Methoxy-17-methylmorphinan                                                                                   |
| I                                                                            | Levophenacylmorphan                              | - | 2-[(9R,13R,14R)-3-Hydroxy-morphinan-17-yl]-1-phenyl-ethanon                                                                 |
| I                                                                            | Lofentanil                                       | - | Methyl[(3R,4S)-3-methyl-1-phenethyl-4-(N-phenyl-propanamido)piperidin-4-carboxylat]                                         |
| I                                                                            | Lysergid                                         | N,N-Diethyl-D-lysergamid (LSD,LSD-25) | N,N-Diethyl-6-methyl-9,10-didehydroergolin-8β-carboxamid                                                                    |
| I                                                                            | -                                                | MAL | 3,5-Dimethoxy-4-(2-methyl-allyloxy)phenethylazan                                                                            |
| I                                                                            | -                                                | MBDB | [1-(1,3-Benzodioxol-5-yl)butan-2-yl](methyl)azan                                                                            |
| I                                                                            | -                                                | Mebroqualon | 3-(2-Bromphenyl)2-methyl-chinazolin-4(3H)-on                                                                                |
| I                                                                            | Mecloqualon                                      | - | 3-(2-Chlorphenyl)-2-methyl-chinazolin-4(3H)-on                                                                              |
| I                                                                            | -                                                | Mescalin | 3,4,5-Trimethoxyphenethylazan                                                                                               |
| I                                                                            | Metazocin                                        | - | 3,6,11-Trimethyl-1,2,3,4,5,6-hexahydro-2,6-methano-3-benzazocin-8-ol                                                        |
| I                                                                            | -                                                | Methcathinon (Ephedron) | 2-Methylamino-1-phenylpropan-1-on                                                                                           |
| I                                                                            | -                                                | Methiopropamin (MPA) | N-Methyl-1-(thiophen-2-yl)propan-2-amin                                                                                     |
| I                                                                            | -                                                | Methoxetamin (MXE) | 2-(Ethylamino)-2-(3-methoxyphenyl)cyclohexanon                                                                              |
| I                                                                            | -                                                | Methoxyamfetamin (PMA) | 1-(4-Methoxyphenyl)propan-2-ylazan                                                                                          |
| I                                                                            | -                                                | 5-Methoxy-N,N-diisopropyltryptamin (5-MeO-DIPT) | Diisopropyl[2-(5-methoxyindol-3-yl)ethyl]azan                                                                               |
| I                                                                            | -                                                | 5-Methoxy-DMT (5-MeO-DMT) | [2-(5-Methoxyindol-3-yl)ethyl]dimethylazan                                                                                  |
| I                                                                            | -                                                | - | (2-Methoxyethyl)(1-phenyl-cyclohexyl)azan                                                                                   |
| I                                                                            | -                                                | Methoxymetamfetamin (PMMA) | [1-(4-Methoxyphenyl)propan-2-yl](methyl)azan                                                                                |
| I                                                                            | -                                                | Methoxymethylendioxyamfetamin (MMDA) | 1-(7-Methoxy-1,3-benzodioxol-5-yl)propan-2-ylazan                                                                           |
| I                                                                            | -                                                | - | (3-Methoxypropyl)(1-phenyl-cyclohexyl)azan                                                                                  |
| I                                                                            | -                                                | Methylaminorex (4-Methylaminorex) | 4-Methyl-5-phenyl-4,5-dihydro-1,3-oxazol-2-ylazan                                                                           |
| I                                                                            | -                                                | 4-Methylbuphedron (4-MeMABP) | 2-(Methylamino)-1-(4-methylphenyl)butan-1-on                                                                                |
| I                                                                            | Methyldesorphin                                  | - | 4,5α-Epoxy-6,17-dimethyl-morphin-6-en-3-ol                                                                                  |
| I                                                                            | Methyldihydromorphin                             | - | 4,5α-Epoxy-6,17-dimethyl-morphinan-3,6α-diol                                                                                |
| I                                                                            | -                                                | Methylendioxyethylamfetamin (N-Ethyl-MDA, MDE, MDEA) | [1-(1,3-Benzodioxol-5-yl)propan-2-yl](ethyl)azan                                                                            |
| I                                                                            | -                                                | Methylendioxymetamfetamin (MDMA) | [1-(1,3-Benzodioxol-5-yl)propan-2-yl](methyl)azan                                                                           |
| I                                                                            | -                                                | α-Methylfentanyl | N-Phenyl-N-[1-(1-phenylpropan-2-yl)-4-piperidyl]propanamid                                                                  |
| I                                                                            | -                                                | 3-Methylfentanyl (Mefentanyl) | N-(3-Methyl-1-phenethyl-4-piperidyl)-N-phenylpropanamid                                                                     |
| I                                                                            | -                                                | Methylmethaqualon | 3-(2,4-Dimethylphenyl)-2-methyl-chinazolin-4(3H)on                                                                          |
| I                                                                            | -                                                | 3-Methylmethcathinon (3-MMC) | 2-(Methylamino)-1-(3-methylphenyl)propan-1-on                                                                               |
| I                                                                            | -                                                | 4-Methylmethcathinon (Mephedron) | 1-(4-Methylphenyl)-2-methylaminopropan-1-on                                                                                 |
| I                                                                            | -                                                | Methylphenylpropionoxypiperidin (MPPP) | (1-Methyl-4-phenyl-4-piperidyl)propionat                                                                                    |
| I                                                                            | -                                                | Methyl-3-phenylpropylamin (1M-3PP) | (Methyl)(3-phenylpropyl)azan                                                                                                |
| I                                                                            | -                                                | Methylphenyltetrahydropyridin (MPTP) | 1-Methyl-4-phenyl-1,2,3,6-tetrahydropyridin                                                                                 |
| I                                                                            | -                                                | Methylpiperidylbenzilat | (1-Methyl-3-piperidyl)benzilat                                                                                              |
| I                                                                            | -                                                | 4-Methylthioamfetamin (4-MTA) | 1-[4-(Methylsulfanyl)phenyl]propan-2-ylazan                                                                                 |
| I                                                                            | -                                                | α-Methylthiofentanyl | N-Phenyl-N-{1-[1-(2-thienyl)propan-2-yl]-4-piperidyl}propanamid                                                             |
| I                                                                            | -                                                | 3-Methylthiofentanyl | N-{3-Methyl-1-[2-(2-thienyl)ethyl]-4-piperidyl}-N-phenyl-propanamid                                                         |
| I                                                                            | -                                                | α-Methyltryptamin (α-MT, AMT) | 1-(Indol-3-yl)propan-2-ylazan                                                                                               |
| I                                                                            | Metopon                                          | 5-Methyldihydromorphinon | 4,5α-Epoxy-3-hydroxy-5,17-dimethylmorphinan-6-on                                                                            |
| I                                                                            | Morpheridin                                      | - | Ethyl(1-(2-morpholinoethyl)-4-phenylpiperidin-4-carboxylat)                                                                 |
| I                                                                            | -                                                | Morphin-N-oxid | (5R,6S)-4,5-Epoxy-3,6-dihydroxy-17-methylmorphin-7-en-17-oxid                                                               |
| I                                                                            | Myrophin                                         | Myristylbenzylmorphin | (3-Benzyloxy-4,5α-epoxy-17-methylmorphin-7-en-6-yl)tetradecanoat                                                            |
| I                                                                            | -                                                | 25N-NBOMe (2C-N-NBOMe) | 2-(2,5-Dimethoxy-4-nitrophenyl)-N-[(2-methoxyphenyl)methyl]ethanamin                                                        |
| I                                                                            | Nicomorphin                                      | 3,6-Dinicotinoylmorphin | 4,5α-Epoxy-17-methyl-morphin-7-en-3,6α-diyl-dinicotinat                                                                     |
| I                                                                            | Noracymethadol                                   | - | (6-Methylamino-4,4-diphenyl-heptan-3-yl)acetat                                                                              |
| I                                                                            | Norcodein                                        | N-Desmethylcodein | 4,5α-Epoxy-3-methoxy-morphin-7-en-6α-ol                                                                                     |
| I                                                                            | Norlevorphanol                                   | (-)3-Hydroxymorphinan | (9R,13R,14R)-Morphinan-3-ol                                                                                                 |
| I                                                                            | Normorphin                                       | Desmethylmorphin | 4,5α-Epoxymorphin-7-en-3,6α-diol                                                                                            |
| I                                                                            | Norpipanon                                       | - | 4,4-Diphenyl-6-piperidinohexan-3-on                                                                                         |
| I                                                                            | -                                                | Parahexyl | 3-Hexyl-6,6,9-trimethyl-7,8,9,10-tetrahydro-6H-benzo[c]chromen-1-ol                                                         |
| I                                                                            | -                                                | PCPr | (1-Phenylcyclohexyl)(propyl)azan                                                                                            |
| I                                                                            | -                                                | Pentylon (bk-MBDP) | 1-(1,3-Benzodioxol-5-yl)-2-(methylamino)pentan-1-on                                                                         |
| I                                                                            | Phenadoxon                                       | - | 6-Morpholino-4,4-diphenyl-heptan-3-on                                                                                       |
| I                                                                            | Phenampromid                                     | - | N-Phenyl-N-(1-piperidinopropan-2-yl)propanamid                                                                              |
| I                                                                            | Phenazocin                                       | - | 6,11-Dimethyl-3-phenethyl-1,2,3,4,5,6-hexahydro-2,6-methano-3-benzazocin-8-ol                                               |
| I                                                                            | Phencyclidin                                     | PCP | 1-(1-Phenylcyclohexyl)piperidin                                                                                             |
| I                                                                            | -                                                | Phenethylphenylacetoxypipederidin (PEPAP) | (1-Phenethyl-4-phenyl-4-piperidyl)acetat                                                                                    |
| I                                                                            | -                                                | Phenethylphenyltetrahydropyridin (PEPTP) | 1-Phenethyl-4-phenyl-1,2,3,6-tetrahydropyridin                                                                              |
| I                                                                            | Phenpromethamin                                  | 1-Methylamino-2-phenyl-propan (PPMA) | (Methyl)(2-phenylpropyl)azan                                                                                                |
| I                                                                            | Phenomorphan                                     | - | 17-Phenethylmorphinan-3-ol                                                                                                  |
| I                                                                            | Phenoperidin                                     | - | Ethyl [1-(3-hydroxy-3-phenyl-propyl)-4-phenylpiperidin-4-carboxylat]                                                        |
| I                                                                            | Piminodin                                        | - | Ethyl[1-(3-anilinopropyl)-4-phenylpiperidin-4-carboxylat]                                                                   |
| I                                                                            | -                                                | PPP | 1-Phenyl-2-(pyrrolidin-1-yl)propan-1-on                                                                                     |
| I                                                                            | Proheptazin                                      | - | (1,3-Dimethyl-4-phenylazepan-4-yl)propionat                                                                                 |
| I                                                                            | Properidin                                       | - | Isopropyl(1-methyl-4-phenyl-piperidin-4-carboxylat)                                                                         |
| I                                                                            | -                                                | Psilocin (Psilotsin) | 3-(2-Dimethylaminoethyl)indol-4-ol                                                                                          |
| I                                                                            | -                                                | Psilocin-(eth) (4-Hydroxy-N,N-diethyltryptamin, 4-HO-DET) | 3-(2-Diethylaminoethyl)indol-4-ol                                                                                           |
| I                                                                            | Psilocybin                                       | - | [3-(2-Dimethylaminoethyl)indol-4-yl]dihydrogenphosphat                                                                      |
| I                                                                            | -                                                | Psilocybin-(eth) | [3-(2-Diethylaminoethyl)indol-4-yl]dihydrogenphosphat                                                                       |
| I                                                                            | -                                                | 4-MePPP | 2-(Pyrrolidin-1-yl)-1-(p-tolyl)propan-1-on                                                                                  |
| I                                                                            | Racemethorphan                                   | - | (9RS,13RS,14RS)-3-Methoxy-17-methylmorphinan                                                                                |
| I                                                                            | Rolicyclidin                                     | PHP (PCPy) | 1-(1-Phenylcyclohexyl)pyrrolidin                                                                                            |
| I                                                                            | -                                                | Salvia divinorum (Pflanzen und Pflanzenteile) | - |
| I                                                                            | Tenamfetamin                                     | Methylendioxyamfetamin (MDA) | (RS)-1-(1,3-Benzodioxol-5-yl)propan-2-ylazan                                                                                |
| I                                                                            | Tenocyclidin                                     | TCP | 1-[1-(2-Thienyl)cyclohexyl]piperidin                                                                                        |
| I                                                                            | -                                                | Tetrahydrocannabinole, folgende Isomeren und ihre stereochemischen Varianten (mit Ausnahmen):                                                                                   | Tetrahydrocannabinole, folgende Isomeren und ihre stereochemischen Varianten (mit Ausnahmen):                               |
| I                                                                            | -                                                | Δ6a(10a)-Tetrahydrocannabinol (Δ6a(10a)-THC) | 6,6,9-Trimethyl-3-pentyl-7,8,9,10-tetrahydro-6H-benzo[c]chromen-1-ol                                                        |
| I                                                                            | -                                                | Δ6a-Tetrahydrocannabinol (Δ6a-THC) | (9R,10aR)-6,6,9-Trimethyl-3-pentyl-8,9,10,10a-tetra-hydro-6H-benzo[c]chromen-1-ol                                           |
| I                                                                            | -                                                | Δ7-Tetrahydrocannabinol (Δ7-THC) | (6aR,9R,10aR)-6,6,9-Trimethyl-3-pentyl-6a,9,10,10a-tetrahydro-6H-benzo[c]chromen-1-ol                                       |
| I                                                                            | -                                                | Δ8-Tetrahydrocannabinol (Δ8-THC) | (6aR,10aR)-6,6,9-Trimethyl-3-pentyl-6a,7,10,10a-tetra-hydro-6H-benzo[c]chromen-1-ol                                         |
| I                                                                            | -                                                | Δ10-Tetrahydrocannabinol (Δ10-THC) | (6aR)-6,6,9-Trimethyl-3-pentyl-6a,7,8,9-tetrahydro-6H-benzo[c]chromen-1-ol                                                  |
| I                                                                            | -                                                | Δ9(11)-Tetrahydrocannabinol (Δ9(11)-THC) | (6aR,10aR)-6,6-Dimethyl-9-methylen-3-pentyl-6a,7,8,9,10,10a-hexahydro-6H-benzo[c]chromen-1-ol                               |
| I                                                                            | -                                                | Thenylfentanyl | N-Phenyl-N-(1-thenyl-4-piperidyl)propanamid                                                                                 |
| I                                                                            | -                                                | Thienoamfetamin (Thiopropamin) | 1-(Thiophen-2-yl)propan-2-amin                                                                                              |
| I                                                                            | -                                                | Thiofentanyl | N-Phenyl-N-{1-[2-(2-thienyl)ethyl]-4-piperidyl}propanamid                                                                   |
| I                                                                            | Trimeperidin                                     | - | (1,2,5-Trimethyl-4-phenyl-4-piperidyl)propionat                                                                             |
| I                                                                            | -                                                | Trimethoxyamfetamin (TMA) | 1-(3,4,5-Trimethoxyphenyl)propan-2-ylazan                                                                                   |
| I                                                                            | -                                                | 2,4,5-Trimethoxyamfetamin (TMA-2) | 1-(2,4,5-Trimethoxyphenyl)propan-2-ylazan                                                                                   |
| Anlage II – Verkehrsfähige, aber nicht verschreibungsfähige Betäubungsmittel |                                                  | | |
| II                                                                           | -                                                | AB-CHMINACA | N-(1-Amino-3-methyl-1-oxobutan-2-yl)-1-(cyclohexylmethyl)-1H-indazol-3-carboxamid                                           |
| II                                                                           | -                                                | AB-FUBINACA | N-(1-Amino-3-methyl-1-oxobutan-2-yl)-1-[(4-fluorphenyl)methyl]-1H-indazol-3-carboxamid                                      |
| II                                                                           | -                                                | AB-PINACA | N-(1-Amino-3-methyl-1-oxobutan-2-yl)-1-pentyl-1H-indazol-3-carboxamid                                                       |
| II                                                                           | -                                                | Acetylfentanyl (Desmethylfentanyl) | N-Phenyl-N-[1-(2-phenylethyl)piperidin-4-yl]acetamid                                                                        |
| II                                                                           | -                                                | Acryloylfentanyl (Acrylfentanyl, ACF) | N-Phenyl-N-[1-(2-phenylethyl)piperidin-4-yl]prop-3-enamid                                                                   |
| II                                                                           | -                                                | 1-Adamantyl (1-pentyl-1H-indol-3-yl)methanon | (Adamantan-1-yl)(1-pentyl-1H-indol-3-yl)methanon                                                                            |
| II                                                                           | -                                                | ADB-BINACA (ADB-BUTINACA, ADMB-BINACA) | N-(1-Amino-3,3-dimethyl-1-oxobutan-2-yl)-1-butyl-1H-indazol-3-carboxamid                                                    |
| II                                                                           | -                                                | ADB-CHMINACA (MAB-CHMINACA) | N-(1-Amino-3,3-dimethyl-1-oxobutan-2-yl)-1-(cyclohexylmethyl)-1H-indazol-3-carboxamid                                       |
| II                                                                           | -                                                | ADB-FUBINACA | N-(1-Amino-3,3-dimethyl-1-oxobutan-2-yl)-1-[(4-fluorphenyl)methyl]-1H-indazol-3-carboxamid                                  |
| II                                                                           | -                                                | AH-7921 (Doxylam) | 3,4-Dichlor-N-{[1-(dimethylamino)cyclohexyl]methyl}benzamid                                                                 |
| II                                                                           | -                                                | AKB-48 (APINACA) | N-(Adamantan-1-yl)-1-pentyl-1H-indazol-3-carboxamid                                                                         |
| II                                                                           | -                                                | AKB-48F | N-(Adamantan-1-yl)-1-(5-fluorpentyl)-1H-indazol-3-carboxamid                                                                |
| II                                                                           | -                                                | α-PVT (α-PVT, α-Pyrrolidinopentiothiophenon) | 2-(Pyrrolidin-1-yl)-1-(thiophen-2-yl)pentan-1-on                                                                            |
| II                                                                           | -                                                | AM-694 | [1-(5-Fluorpentyl)-1H-indol-3-yl](2-iodphenyl)methanon                                                                      |
| II                                                                           | -                                                | AM-1220 | {1-[(1-Methylpiperidin-2-yl)methyl]-1H-indol-3-yl}(naphthalin-1-yl)methanon                                                 |
| II                                                                           | -                                                | AM-1220-Azepan | [1-(1-Methylazepan-3-yl)-1H-indol-3-yl](naphthalin-1-yl)methanon                                                            |
| II                                                                           | -                                                | AM-2201 | [1-(5-Fluorpentyl)-1H-indol-3-yl] (naphthalin-1-yl)methanon                                                                 |
| II                                                                           | -                                                | AM-2232 | 5-[3-(Naphthalin-1-carbonyl)-1H-indol-1-yl]pentannitril                                                                     |
| II                                                                           | -                                                | AM-2233 | (2-Iodphenyl){1-[(1-methylpiperidin-2-yl)methyl]-1H-indol-3-yl}methanon                                                     |
| II                                                                           | -                                                | AMB-CHMICA (MMB-CHMICA) | Methyl{2-[1-(cyclohexylmethyl)-1H-indol-3-carboxamido]-3-methylbutanoat}                                                    |
| II                                                                           | -                                                | AMB-FUBINACA (FUB-AMB) | Methyl(2-{1-[(4-fluorphenyl)methyl]-1H-indazol-3-carboxamid}-3-methylbutanoat)                                              |
| II                                                                           | Amfetaminil                                      | - | (Phenyl)[(1-phenylpropan-2-yl)amino]acetonitril                                                                             |
| II                                                                           | Amineptin                                        | - | 7-(10,11-Dihydro-5H-dibenzo[a,d][7]annulen-5-ylamino)heptansäure                                                            |
| II                                                                           | Aminorex                                         | - | 5-Phenyl-4,5-dihydro-1,3-oxazol-2-ylazan                                                                                    |
| II                                                                           | -                                                | 5-APB | 1-(Benzofuran-5-yl)propan-2-amin                                                                                            |
| II                                                                           | -                                                | 6-APB | 1-(Benzofuran-6-yl)propan-2-amin                                                                                            |
| II                                                                           | -                                                | APICA (SDB-001, 2NE1) | N-(Adamantan-1-yl)-1-pentyl-1H-indol-3-carboxamid                                                                           |
| II                                                                           | -                                                | BB-22 (QUCHIC) | Chinolin-8-yl[1-(cyclohexylmethyl)-1H-indol-3-carboxylat]                                                                   |
| II                                                                           | -                                                | Benzylpiperazin (BZP) | 1-Benzylpiperazin |
| II                                                                           | -                                                | Brorphin | 1-{1-[1-(4-Bromphenyl)ethyl]piperidin-4-yl}-1,3-dihydro-2H-benzimidazol-2-on                                                |
| II                                                                           | -                                                | Buphedron | 2-(Methylamino)-1-phenylbutan-1-on                                                                                          |
| II                                                                           | Butalbital                                       | - | 5-Allyl-5-isobutylbarbitursäure                                                                                             |
| II                                                                           | -                                                | Butobarbital | 5-Butyl-5-ethylpyrimidin-2,4,6(1H,3H,5H)-trion                                                                              |
| II                                                                           | -                                                | Butylon | 1-(Benzo[d][1,3]dioxol-5-yl)-2-(methylamino)butan-1-on                                                                      |
| II                                                                           | -                                                | Butyrfentanyl (Butyrylfentanyl) | N-Phenyl-N-[1-(2-phenylethyl)piperidin-4-yl]butanamid                                                                       |
| II                                                                           | Cetobemidon                                      | Ketobemidon | 1-[4-(3-Hydroxyphenyl)-1-methyl-4-piperidyl]propan-1-on                                                                     |
| II                                                                           | -                                                | 3-Chlormethcathinon (3-CMC, Clophedron) | 1-(3-Chlorphenyl)-2-methylaminopropan-1-on                                                                                  |
| II                                                                           | -                                                | meta-Chlorphenylpiperazin (m-CPP) | 1-(3-Chlorphenyl)piperazin                                                                                                  |
| II                                                                           | -                                                | 5Cl-AKB-48 (5C-AKB-48, AKB-48Cl, 5CI-APINACA, 5C-APINACA) | N-(Adamantan-1-yl)-1-(5-chlorpentyl)-1H-indazol-3-carboxamid                                                                |
| II                                                                           | -                                                | 5Cl-JWH-018 (JWH-018 N-(5-Chlorpentyl)-Analogon) | [1-(5-Chlorpentyl)-1H-indol-3-yl](naphthalin-1-yl)methanon                                                                  |
| II                                                                           | -                                                | Clonazolam (Clonitrazolam) | 6-(2-Chlorphenyl)-1-methyl-8-nitro-4H-[1,2,4]triazolo[4,3-a][1,4]benzodiazepin                                              |
| II                                                                           | -                                                | d-Cocain | Methyl(3β-(benzoyloxy)tropan-2α-carboxylat)                                                                                 |
| II                                                                           | -                                                | CP 47,497 (cis-3-[4-(1,1-Dimethylheptyl)-2-hydroxyphenyl]-cyclohexanol) | 5-(1,1-Dimethylheptyl)-2-[(1RS,3SR)-3-hydroxycyclohexyl]-phenol                                                             |
| II                                                                           | -                                                | CP 47,497-C6-Homolog (cis-3-[4-(1,1-Dimethylhexyl)-2-hydroxyphenyl]-cyclohexanol)                                                                                               | 5-(1,1-Dimethylhexyl)-2-[(1RS,3SR)-3-hydroxycyclohexyl]-phenol                                                              |
| II                                                                           | -                                                | CP 47,497-C8-Homolog (cis-3-[4-(1,1-Dimethyloctyl)-2-hydroxyphenyl]-cyclohexanol)                                                                                               | 5-(1,1-Dimethyloctyl)-2-[(1RS,3SR)-3-hydroxycyclohexyl]-phenol                                                              |
| II                                                                           | -                                                | CP 47,497-C9-Homolog (cis-3-[4-(1,1-Dimethylnonyl)-2-hydroxyphenyl]-cyclohexanol)                                                                                               | 5-(1,1-Dimethylnonyl)-2-[(1RS,3SR)-3-hydroxycyclohexyl]-phenol                                                              |
| II                                                                           | -                                                | Crotonylfentanyl | (2E)-N-Phenyl-N-[1-(2-phenylethyl)piperidin-4-yl]but-2-enamid                                                               |
| II                                                                           | -                                                | CUMYL-PEGACLONE (SGT-151) | 5-Pentyl-2-(2-phenylpropan-2-yl)-2,5-dihydro-1H-pyrido[4,3-b]indol-1-on                                                     |
| II                                                                           | -                                                | CUMYL-4CN-BINACA (SGT-78) | 1-(4-Cyanobutyl)-N-(2-phenylpropan-2-yl)-1H-indazol-3-carboxamid                                                            |
| II                                                                           | -                                                | CUMYL-5F-PEGACLONE (5F-Cumyl-PeGaClone, 5F-SGT-151) | 5-(5-Fluorpentyl)-2-(2-phenylpropan-2-yl)-2,5-dihydro-1H-pyrido[4,3-b]indol-1-on                                            |
| II                                                                           | -                                                | CUMYL-5F-P7AICA (5-Fluor-CUMYL-P7AICA, SGT-263) | 1-(5-Fluorpentyl)-N-(2-phenylpropan-2-yl)-1H-pyrrolo[2,3-b]pyridin-3-carboxamid                                             |
| II                                                                           | Cyclobarbital                                    | - | 5-(Cyclohex-1-en-1-yl)-5-ethylpyrimidin-2,4,6(1H,3H,5H)-trion                                                               |
| II                                                                           | -                                                | Cyclopropylfentanyl | N-Phenyl-N-[1-(2-phenylethyl)piperidin-4-yl]cyclopropancarboxamid                                                           |
| II                                                                           | -                                                | Desoxypipradrol (2-DPMP) | 2-(Diphenylmethyl)piperidin                                                                                                 |
| II                                                                           | -                                                | Dextromethadon | (S)-6-Dimethylamino-4,4-diphenylheptan-3-on                                                                                 |
| II                                                                           | Dextromoramid                                    | - | (S)-3-Methyl-4-morpholino-2,2-diphenyl-1-(pyrrolidin-1-yl)butan-1-on                                                        |
| II                                                                           | Dextropropoxyphen                                | - | [(2S,3R)-4-Dimethylamino-3-methyl-1,2-diphenylbutan-2-yl]propionat                                                          |
| II                                                                           | -                                                | Diamorphin; mit Einschränkung | [(5R,6S)-4,5-Epoxy-17-methyl-morphin-7-en-3,6-diyl]diacetat                                                                 |
| II                                                                           | -                                                | Diclazepam (2'-Chlordiazepam) | 7-Chlor-5-(2-chlorphenyl)-1-methyl-1,3-dihydro-2H-1,4-benzodiazepin-2-on                                                    |
| II                                                                           | Difenoxin, mit Ausnahmen                         | - | 1-(3-Cyan-3,3-diphenylpropyl)-4-phenylpiperidin-4-carbonsäure                                                               |
| II                                                                           | -                                                | Dihydromorphin | 4,5α-Epoxy-17-methylmorphinan-3,6α-diol                                                                                     |
| II                                                                           | -                                                | Dihydrothebain | 4,5α-Epoxy-3,6-dimethoxy-17-methylmorphin-6-en                                                                              |
| II                                                                           | -                                                | Dimethocain (DMC, Larocain) | (3-Diethylamino-2,2-dimethylpropyl)-4-aminobenzoat                                                                          |
| II                                                                           | -                                                | 2,5-Dimethoxy-4-iodamfetamin (DOI) | 1-(4-Iod-2,5-dimethoxyphenyl)propan-2-amin                                                                                  |
| II                                                                           | -                                                | 3,4-Dimethylmethcathinon (3,4-DMMC) | 1-(3,4-Dimethylphenyl)-2-(methylamino)propan-1-on                                                                           |
| II                                                                           | -                                                | Diphenidin (1,2-DEP, DPD, DND, 1,2-Diphenylethylpiperidin) | 1-(1,2-Diphenylethyl)piperidin                                                                                              |
| II                                                                           | Diphenoxylat, mit Ausnahmen                      | - | Ethyl[1-(3-cyan-3,3-diphenylpropyl)-4-phenylpiperidin-4-carboxylat]                                                         |
| II                                                                           | -                                                | 4,4'-DMAR (para-Methyl-4-methylaminorex) | 4-Methyl-5-(4-methylphenyl)-4,5-dihydro-1,3-oxazol-2-amin                                                                   |
| II                                                                           | -                                                | AM-2201 (5-Fluor-JWH-210) | (4-Ethylnaphthalin-1-yl)[1-(5-fluorpentyl)-1H-indol-3-yl]methanon                                                           |
| II                                                                           | -                                                | Ecgonin | 3β-Hydroxytropan-2β-carbonsäure                                                                                             |
| II                                                                           | -                                                | Erythroxylum coca (Pflanzen und Pflanzenteile der zur Art Erythroxylum coca – einschließlich der Varietäten bolivianum, spruceanum und novogranatense – gehörenden Pflanzen)    | - |
| II                                                                           | -                                                | Ethcathinon | (RS)-2-(Ethylamino)-1-phenylpropan-1-on                                                                                     |
| II                                                                           | -                                                | N-Ethylhexedron (Ethyl-Hexedron, HexEn, Ethyl-Hex, NEH) | 2-(Ethylamino)-1-phenylhexan-1-on                                                                                           |
| II                                                                           | Ethchlorvynol                                    | - | 1-Chlor-3-ethylpent-1-en-4-in-3-ol                                                                                          |
| II                                                                           | Ethinamat                                        | - | (1-Ethinylcyclohexyl)carbamat                                                                                               |
| II                                                                           | -                                                | 3-O-Ethylmorphin (Ethylmorphin), mit Ausnahmen | 4,5α-Epoxy-3-ethoxy-17-methylmorphin-7-en-6α-ol                                                                             |
| II                                                                           | -                                                | N-Ethylnorpentylon (Ephylon, bk-EBDP, bk-Ethyl-K) | 1-(1,3-Benzodioxol-5-yl)-2-(ethylamino)pentan-1-on                                                                          |
| II                                                                           | -                                                | Ethylphenidat | Ethyl[2-(phenyl)-2-(piperidin-2-yl) acetat]                                                                                 |
| II                                                                           | Etilamfetamin                                    | N-Ethylamphetamin | (Ethyl)(1-phenylpropan-2-yl)azan                                                                                            |
| II                                                                           | -                                                | 5F-ABICA (5F-AMBICA, 5-Fluor-ABICA, 5-Fluor-AMBICA) | N-(1-Amino-3-methyl-1-oxobutan-2-yl)-1-(5-fluorpentyl)-1H-indol-3-carboxamid                                                |
| II                                                                           | -                                                | 5F-AB-PINACA (5-Fluor-AB-PINACA) | N-(1-Amino-3-methyl-1-oxobutan-2-yl)-1-(5-fluorpentyl)-1H-indazol-3-carboxamid                                              |
| II                                                                           | -                                                | 5F-ADB (5F-MDMB-PINACA) | Methyl{2-[1-(5-fluorpentyl)-1H-indazol-3-carboxamid]-3,3-dimethylbutanoat}                                                  |
| II                                                                           | -                                                | 5F-AMB (5-Fluor-AMB) | Methyl{2-[1-(5-fluorpentyl)-1H-indazol-3-carboxamido]-3-methylbutanoat}                                                     |
| II                                                                           | -                                                | Eutylon (N-Ethylnorbutylon, bk-EBDB) | 1-(1,3-Benzodioxol-5-yl)-2-(ethylamino)butan-1-on                                                                           |
| II                                                                           | -                                                | Etazen (Etodesnitazen) | N,N-Diethyl-2-{2-[(4-ethoxyphenyl)methyl]-1H-benzimidazol-1-yl}ethan-1-amin                                                 |
| II                                                                           | -                                                | Etonitazepyn (N-Pyrrolidino Etonitazen) | 2-[(4-Ethoxyphenyl)methyl]-5-nitro-1-(2-pyrrolidin-1-ylethyl)-1H-benzimidazol                                               |
| II                                                                           | -                                                | FDU-PB-22 | Naphthalin-1-yl{1[(4-fluorphenyl)methyl]-1H-indol-3-carboxylat}                                                             |
| II                                                                           | Fencamfamin                                      | - | N-Ethyl-3-phenylbicyclo[2.2.1]heptan-2-amin                                                                                 |
| II                                                                           | -                                                | Flephedron (4-Fluormethcathinon, 4-FMC) | 1-(4-Fluorphenyl)-2-(methylamino)propan-1-on                                                                                |
| II                                                                           | -                                                | Flualprazolam (2-Fluor-Alprazolam, SCHEMBL7327360, Flu-Alp) | 8-Chlor-6-(2-fluorphenyl)-1-methyl-4H-[1,2,4]triazolo[4,3-a] [1,4]benzodiazepin                                             |
| II                                                                           | -                                                | Flubromazepam | 7-Brom-5-(2-fluorphenyl)-1,3-dihydro-2H-1,4-benzodiazepin-2-on                                                              |
| II                                                                           | -                                                | Flubromazolam | 8-Brom-6-(2-fluorphenyl)-1-methyl-4H-[1,2,4]triazolo[4,3-a][1,4]benzodiazepin                                               |
| II                                                                           | -                                                | 4-Fluorisobutyrfentanyl (4-Fluorisobutyrylfentanyl, 4F-iBF, p-FIBF) | N-(4-Fluorphenyl)-2-methyl-N-[1- (2-phenylethyl)piperidin-4-yl]propanamid                                                   |
| II                                                                           | -                                                | 4-Fluormethamfetamin (4-FMA) | 1-(4-Fluorphenyl)-N-methylpropan-2-amin                                                                                     |
| II                                                                           | -                                                | 3-Fluormethcathinon (3-FMC) | 1-(3-Fluorphenyl)-2-(methylamino)propan-1-on                                                                                |
| II                                                                           | -                                                | 5-Fluorpentyl-JWH-122 (MAM-2201) | [1-(5-Fluorpentyl)-1H-indol-3-yl] (4-methylnaphthalin-1-yl)methanon                                                         |
| II                                                                           | -                                                | p-Fluorphenylpiperazin (p-FPP) | 1-(4-Fluorphenyl)piperazin                                                                                                  |
| II                                                                           | -                                                | 4-Fluortropacocain | 3-(4-Fluorbenzoyloxy)tropan                                                                                                 |
| II                                                                           | -                                                | 5-Fluor-UR-144 (XLR-11) | [1-(5-Fluorpentyl)-1H-indol-3-yl] (2,2,3,3-tetramethylcyclopropyl) methanon                                                 |
| II                                                                           | -                                                | 4F-MDMB-BICA (4F-MDMB-BUTICA, 4FBC, 4FBCA, MDMB-073-F, 4F-MDMB-2201) | Methyl{2-[1-(4-fluorbutyl)-1H-indol-3-carboxamido]-3,3-dimethylbutanoat}                                                    |
| II                                                                           | -                                                | 4F-MDMB-BINACA (4F-MDMB-BUTINACA, 4F-ADB) | Methyl{2-[1-(4-fluorbutyl)-1H-indazol-3-carboxamido]-3,3-dimethylbutanoat}                                                  |
| II                                                                           | -                                                | 5F-MDMB-PICA (5F-MDMB-2201) | Methyl{2-[1-(5-fluorpentyl)-1H-indol-3-carboxamido]-3,3-dimethylbutanoat}                                                   |
| II                                                                           | -                                                | 5F-MN-18 (AM-2201 Indazolcarboxamid-Analogon) | 1-(5-Fluorpentyl)-N-1-(naphthalin-1-yl)-1H-indazol-3-carboxamid                                                             |
| II                                                                           | -                                                | 5F-PB-22 (5F-QUPIC) | Chinolin-8-yl[1-(5-fluorpentyl)indol-3-carboxylat]                                                                          |
| II                                                                           | -                                                | 5F-SDB-006 | N-Benzyl-1-(5-fluorpentyl)-1H-indol-3-carboxamid                                                                            |
| II                                                                           | -                                                | FUB-PB-22 | Chinolin-8-yl{1-[(4-fluorphenyl)methyl]-1H-indol-3-carboxylat}                                                              |
| II                                                                           | -                                                | Furanylfentanyl (FU-F) | N-Phenyl-N-[1-(2-phenylethyl)piperidin-4-yl]furan-2-carboxamid                                                              |
| II                                                                           | Glutethimid                                      | - | 3-Ethyl-3-phenylpiperidin-2,6-dion                                                                                          |
| II                                                                           | -                                                | Isocodein | 4,5α-Epoxy-3-methoxy-17-methylmorphin-7-en-6β-ol                                                                            |
| II                                                                           | Isomethadon                                      | - | 6-Dimethylamino-5-methyl-4,4-diphenylhexan-3-on                                                                             |
| II                                                                           | -                                                | Isotonitazen (Iso) | N,N-Diethyl-2-{[4-(1-methylethoxy)phenyl]methyl}-5-nitro-1H-benzimidazol-1-ethanamin                                        |
| II                                                                           | -                                                | JWH-007 | (2-Methyl-1-pentyl-1H-indol-3-yl)(naphthalin-1-yl)methanon                                                                  |
| II                                                                           | -                                                | JWH-015 | (2-Methyl-1-propyl-1H-indol-3-yl)(naphthalin-1-yl)methanon                                                                  |
| II                                                                           | -                                                | JWH-018 (1-Pentyl-3-(1-naphthoyl)indol) | (Naphthalin-1-yl)(1-pentyl-1H-indol-3-yl)methanon                                                                           |
| II                                                                           | -                                                | JWH-019 (1-Hexyl-3-(1-naphthoyl)indol) | (Naphthalin-1-yl)(1-hexyl-1H-indol-3-yl)methanon                                                                            |
| II                                                                           | -                                                | JWH-073 (1-Butyl-3-(1-naphthoyl)indol) | (Naphthalin-1-yl)(1-butyl-1H-indol-3-yl)methanon                                                                            |
| II                                                                           | -                                                | JWH-081 | (4-Methoxynaphthalin-1-yl)(1-pentyl-1H-indol-3-yl)methanon                                                                  |
| II                                                                           | -                                                | JWH-122 | (4-Methylnaphthalin-1-yl)(1-pentyl-1H-indol-3-yl)methanon                                                                   |
| II                                                                           | -                                                | JWH-200 | [1-(2-Morpholinoethyl)-1H-indol-3-yl](naphthalin-1-yl)methanon                                                              |
| II                                                                           | -                                                | JWH-203 | 2-(2-Chlorphenyl)-1-(1-pentyl-1H-indol-3-yl)ethanon                                                                         |
| II                                                                           | -                                                | JWH-210 | (4-Ethylnaphthalin-1-yl)(1-pentyl-1H-indol-3-yl)methanon                                                                    |
| II                                                                           | -                                                | JWH-250 (1-Pentyl-3-(2-methoxy-phenylacetyl)indol) | 2-(2-Methoxyphenyl)-1-(1-pentyl-1H-indol-3-yl)ethanon                                                                       |
| II                                                                           | -                                                | JWH-251 | 2-(2-Methylphenyl)-1-(1-pentyl-1H-indol-3-yl)ethanon                                                                        |
| II                                                                           | -                                                | JWH-307 | [5-(2-Fluorphenyl)-1-pentyl-1H-pyrrol-3-yl](naphthalin-1-yl) methanon                                                       |
| II                                                                           | Levamfetamin                                     | Levamphetamin | (R)-1-Phenylpropan-2-ylazan                                                                                                 |
| II                                                                           | -                                                | Levmetamfetamin (Levometamfetamin) | (R)-(Methyl)(1-phenylpropan-2-yl)azan                                                                                       |
| II                                                                           | Levomoramid                                      | - | (R)-3-Methyl-4-morpholino-2,2-diphenyl-1-(pyrrolidin-1-yl)butan-1-on                                                        |
| II                                                                           | Levorphanol                                      | - | (9R,13R,14R)-17-Methylmorphinan-3-ol                                                                                        |
| II                                                                           | Mazindol                                         | - | 5-(4-Chlorphenyl)-2,5-dihydro-3H-imidazol[2,1-a]isoindol-5-ol                                                               |
| II                                                                           | -                                                | MDMB-CHMCZCA (EGMB-CHMINACA) | Methyl{2-[9-(cyclohexylmethyl)-9H-carbazol-3-carboxamido]-3,3-dimethylbutanoat}                                             |
| II                                                                           | -                                                | MDMB-CHMICA | Methyl{2-[1-(cyclohexylmethyl)-1H-indol-3-carboxamido]-3,3-dimethylbutanoat}                                                |
| II                                                                           | -                                                | MDMB-4en-PINACA | Methyl{2-[1-(pent-4-en-1-yl)-1H-indazol-3-carboxamido]-3,3-dimethylbutanoat}                                                |
| II                                                                           | Mefenorex                                        | - | 3-Chlor-N-(1-phenylpropan-2-yl)propan-1-amin                                                                                |
| II                                                                           | Meprobamat                                       | - | (2-Methyl-2-propylpropan-1,3-diyl)dicarbamat                                                                                |
| II                                                                           | Mesocarb                                         | - | (Phenylcarbamoyl)[3-(1-phenylpropan-2-yl)-1,2,3-oxadiazol-3-ium-5-yl]azanid                                                 |
| II                                                                           | Metamfetamin                                     | Methamphetamin | (2S)-N-Methyl-1-phenylpropan-2-amin                                                                                         |
| II                                                                           | (RS)-Metamfetamin                                | Metamfetaminracemat | (RS)-(Methyl)(1-phenylpropan-2-yl)azan                                                                                      |
| II                                                                           | -                                                | Methadon-Zwischenprodukt (Premethadon) | 4-Dimethylamino-2,2-diphenylpentannitril                                                                                    |
| II                                                                           | Methaqualon                                      | - | 2-Methyl-3-(2-methylphenyl)chinazolin-4(3H)-on                                                                              |
| II                                                                           | -                                                | Methoxyacetylfentanyl | 2-Methoxy-N-phenyl-N-[1-(2-phenylethyl) piperidin-4-yl]acetamid                                                             |
| II                                                                           | -                                                | Methedron (4-Methoxymethcathinon, PMMC) | 1-(4-Methoxyphenyl)-2-(methylamino)propan-1-on                                                                              |
| II                                                                           | -                                                | p-Methoxyethylamfetamin (PMEA) | N-Ethyl-1-(4-methoxyphenyl)propan-2-amin                                                                                    |
| II                                                                           | -                                                | 3-Methoxyphencyclidin (3-MeO-PCP) | 1-[1-(3-Methoxyphenyl)cyclohexyl]-piperidin                                                                                 |
| II                                                                           | -                                                | 4-Methylamfetamin | 1-(4-Methylphenyl)propan-2-amin                                                                                             |
| II                                                                           | -                                                | 2-Methyl-AP-237 (2-Methyl-Bucinnazin) | 1-[2-Methyl-4-(3-phenylprop-2-en-1-yl)piperazin-1-yl]butan-1-on                                                             |
| II                                                                           | -                                                | Methylbenzylpiperazin (MBZP) | 1-Benzyl-4-methylpiperazin                                                                                                  |
| II                                                                           | -                                                | 3,4-Methylendioxypyrovaleron (MDPV) | 1-(Benzo[d][1,3]dioxol-5-yl)-2-(pyrrolidin-1-yl)pentan-1-on                                                                 |
| II                                                                           | -                                                | 4-Methylethcathinon (4-MEC) | 2-(Ethylamino)-1-(4-methylphenyl)propan-1-on                                                                                |
| II                                                                           | -                                                | Methylon (3,4-Methylendioxy-N-methcathinon, MDMC) | 1-(Benzo[d][1,3]dioxol-5-yl)-2-(methylamino)propan-1-on                                                                     |
| II                                                                           | (RS,SR)-Methylphenidat                           | - | Methyl[(RS,SR)(phenyl)(2-piperidyl)acetat]                                                                                  |
| II                                                                           | Methyprylon                                      | - | 3,3-Diethyl-5-methylpiperidin-2,4-dion                                                                                      |
| II                                                                           | -                                                | Metonitazen | N,N-Diethyl-2-{2-[(4-methoxyphenyl)methyl]-5-nitro-1H-benzimidazol-1-yl}ethan-1-amin                                        |
| II                                                                           | -                                                | MMB-2201 (5F-AMB-PICA, 5F-MMB-PICA) | Methyl{2-[1-(5-fluorpentyl)-1H-indol-3-carboxamido]-3-methylbutanoat}                                                       |
| II                                                                           | -                                                | Mohnstrohkonzentrat (das bei der Verarbeitung von Pflanzen und Pflanzenteilen der Art Papaver somniferum zur Konzentrierung der Alkaloide anfallende Material)                  | - |
| II                                                                           | -                                                | Moramid-Zwischenprodukt (Premoramid) | 3-Methyl-4-morpholino-2,2-diphenylbutansäure                                                                                |
| II                                                                           | -                                                | MT-45 | 1-Cyclohexyl-4-(1,2-diphenylethyl)piperazin                                                                                 |
| II                                                                           | -                                                | Naphyron (Naphthylpyrovaleron) | 1-(Naphthalin-2-yl)-2-(pyrrolidin-1-yl)pentan-1-on                                                                          |
| II                                                                           | -                                                | NE-CHMIMO (JWH-018 N-(Cyclohexylmethyl)-Analogon) | [1-(Cyclohexylmethyl)-1H-indol-3-yl](naphthalin-1-yl)methanon                                                               |
| II                                                                           | Nicocodin                                        | 6-Nicotinoylcodein | (4,5α-Epoxy-3-methoxy-17-methylmorphin-7-en-6α-yl)nicotinat                                                                 |
| II                                                                           | Nicodicodin                                      | 6-Nicotinoyldihydrocodein | (4,5α-Epoxy-3-methoxy-17-methylmorphinan-6α-yl)nicotinat                                                                    |
| II                                                                           | -                                                | Oripavin | 4,5α-Epoxy-6-methoxy-17-methylmorphina-6,8-dien-3-ol                                                                        |
| II                                                                           | -                                                | Orthofluorfentanyl (2-Fluorfentanyl, 2F-F, 2-FF, o-FF) | N-(2-Fluorphenyl)-N-[1-(2-phenylethyl) piperidin-4-yl]propanamid                                                            |
| II                                                                           | -                                                | NM-2201 (CBL-2201) | Naphthalin-1-yl[1-(5-fluorpentyl)-1H-indol-3-carboxylat]                                                                    |
| II                                                                           | -                                                | Ocfentanil (A-3217) | N-(2-Fluorphenyl)-2-methoxy-N-[1- (2-phenylethyl)piperidin-4-yl]acetamid                                                    |
| II                                                                           | Oxymorphon                                       | 14-Hydroxydihydromorphinon | 4,5α-Epoxy-3,14-dihydroxy-17-methylmorphinan-6-on                                                                           |
| II                                                                           | -                                                | Papaver bracteatum (Pflanzen und Pflanzenteile, ausgenommen die Samen, der zur Art Papaver bracteatum gehörenden Pflanzen), mit Ausnahmen                                       | - |
| II                                                                           | -                                                | Parafluorbutyrylfentanyl (Parafluorbutyrfentanyl, 4-Fluorbutyrfentanyl, 4F-BF, PFBF)                                                                                            | N-(4-Fluorphenyl)-N-[1-(2-phenylethyl)piperidin-4-yl]butanamid                                                              |
| II                                                                           | -                                                | PB-22 (QUPIC) | Chinolin-8-yl(1-pentylindol-3-carboxylat)                                                                                   |
| II                                                                           | -                                                | Pentedron | 2-(Methylamino)-1-phenylpentan-1-on                                                                                         |
| II                                                                           | -                                                | Pethidin-Zwischenprodukt A (Prepethidin) | 1-Methyl-4-phenylpiperidin-4-carbonitril                                                                                    |
| II                                                                           | -                                                | Pethidin-Zwischenprodukt B (Norpethidin) | Ethyl(4-phenylpiperidin-4-carboxylat)                                                                                       |
| II                                                                           | -                                                | Pethidin-Zwischenprodukt C (Pethidinsäure) | 1-Methyl-4-phenylpiperidin-4-carbonsäure                                                                                    |
| II                                                                           | Phendimetrazin                                   | - | (2S,3S)-3,4-Dimethyl-2-phenylmorpholin                                                                                      |
| II                                                                           | Phenmetrazin                                     | - | 3-Methyl-2-phenylmorpholin                                                                                                  |
| II                                                                           | Pholcodin, mit Ausnahmen                         | Morpholinylethylmorphin | 4,5α-Epoxy-17-methyl-3-(2-morpholinoethoxy)morphin-7-en-6α-ol                                                               |
| II                                                                           | Propiram                                         | - | N-(1-Piperidinopropan-2-yl)-N-(2-pyridyl)propanamid                                                                         |
| II                                                                           | -                                                | Protonitazen | N,N-Diethyl-2-{2-[(4-propoxyphenyl)methyl]-5-nitro-1H-benzimidazol-1-yl}ethan-1-amin                                        |
| II                                                                           | Pyrovaleron                                      | - | 2-(Pyrrolidin-1-yl)-1-(ρ-tolyl)pentan-1-on                                                                                  |
| II                                                                           | -                                                | α-Pyrrolidinohexanophenon (Alpha-PHP, α-PHP, PV-7) | 1-Phenyl-2-(pyrrolidin-1-yl)hexan-1-on                                                                                      |
| II                                                                           | -                                                | α-Pyrrolidinoisohexanophenon (Alpha-PiHP, α-PiHP, 4-Methyl-α-PVP) | 4-Methyl-1-phenyl-2-(pyrrolidin-1-yl)pentan-1-on                                                                            |
| II                                                                           | -                                                | α-Pyrrolidinovalerophenon (α-PVP) | 1-Phenyl-2-(pyrrolidin-1-yl)pentan-1-on                                                                                     |
| II                                                                           | Racemoramid                                      | - | (RS)-3-Methyl-4-morpholino-2,2-diphenyl-1-(pyrrolidin-1-yl)butan-1-on                                                       |
| II                                                                           | Racemorphan                                      | - | (9RS,13RS,14RS)-17-Methylmorphinan-3-ol                                                                                     |
| II                                                                           | -                                                | RCS-4 | (4-Methoxyphenyl)(1-pentyl-1H-indol-3-yl)methanon                                                                           |
| II                                                                           | -                                                | RCS-4 ortho-Isomer (o-RCS-4) | (2-Methoxyphenyl)(1-pentyl-1H-indol-3-yl)methanon                                                                           |
| II                                                                           | -                                                | SDB-006 | N-Benzyl-1-pentyl-1H-indol-3-carboxamid                                                                                     |
| II                                                                           | Secbutabarbital                                  | Butabarbital | 5-(Butan-2-yl)-5-ethylpyrimidin-2,4,6(1H,3H,5H)-trion                                                                       |
| II                                                                           | -                                                | STS-135 (5F-2NE1) | N-(Adamantan-1-yl)-1-(5-fluorpentyl)-1H-indol-3-carboxamid                                                                  |
| II                                                                           | -                                                | Δ9-Tetrahydrocannabinol (Δ9-THC), mit Ausnahmen | 6,6,9-Trimethyl-3-pentyl-6a,7,8,10a-tetrahydro-6H-benzo[c]chromen-1-ol                                                      |
| II                                                                           | -                                                | Tetrahydrofuranylfentanyl (THF-F) | N-Phenyl-N-[1-(2-phenylethyl)piperidin-4-yl]tetrahydrofuran-2-carboxamid                                                    |
| II                                                                           | -                                                | Tetrahydrothebain | 4,5α-Epoxy-3,6-dimethoxy-17-methylmorphinan                                                                                 |
| II                                                                           | Thebacon                                         | Acetyldihydrocodeinon | (4,5α-Epoxy-3-methoxy-17-methylmorphin-6-en-6-yl)acetat                                                                     |
| II                                                                           | -                                                | Thebain | 4,5α-Epoxy-3,6-dimethoxy-17-methylmorphina-6,8-dien                                                                         |
| II                                                                           | -                                                | THJ-018 (JWH-018 Indazol-Analogon) | (Naphthalin-1-yl)(1-pentyl-1H-indazol-3-yl)methanon                                                                         |
| II                                                                           | -                                                | THJ-2201 (AM-2201 Indazol-Analogon) | [1-(5-Fluorpentyl)-1H-indazol-3-yl] (naphthalin-1-yl)methanon                                                               |
| II                                                                           | cis-Tilidin                                      | - | Ethyl[(1RS,2RS)-2-dimethylamino-1-phenylcyclohex-3-encarboxylat]                                                            |
| II                                                                           | -                                                | 3-Trifluormethylphenylpiperazin (TFMPP) | 1-[3-(Trifluormethyl)phenyl]piperazin                                                                                       |
| II                                                                           | -                                                | U-47700 | 3,4-Dichlor-N-[2-(dimethylamino)cyclohexyl]-N-methylbenzamid                                                                |
| II                                                                           | -                                                | U-48800 | 2-(2,4-Dichlorphenyl)-N-[2-(dimethylamino)cyclohexyl]-N-methylacetamid                                                      |
| II                                                                           | -                                                | UR-144 | (1-Pentyl-1H-indol-3-yl)(2,2,3,3-tetramethylcyclopropyl)methanon                                                            |
| II                                                                           | -                                                | Valerylfentanyl | N-Phenyl-N-[1-(2-phenylethyl) piperidin-4-yl]pentanamid                                                                     |
| II                                                                           | Vinylbital                                       | - | 5-Ethenyl-5-(pentan-2-yl)pyrimidin-2,4,6(1H,3H,5H)-trion                                                                    |
| II                                                                           | Zipeprol                                         | - | 1-Methoxy-3-[4-(2-methoxy-2-phenylethyl)piperazin-1-yl]-1-phenylpropan-2-ol                                                 |
| Anlage III – Verkehrs- und verschreibungsfähige Betäubungsmittel             |                                                  | | |
| III                                                                          | Alfentanil                                       | - | N-{1-[2-(4-Ethyl-5-oxo-4,5-dihydro-1H-tetrazol-1-yl)ethyl]-4-methoxymethyl-4-piperidyl}-N-phenylpropanamid                  |
| III                                                                          | Allobarbital                                     | - | 5,5-Diallylbarbitursäure |
| III                                                                          | Alprazolam, mit Ausnahmen                        | - | 8-Chlor-1-methyl-6-phenyl-4H-[1,2,4]triazolo[4,3-a][1,4]benzodiazepin                                                       |
| III                                                                          | Amfepramon, mit Ausnahmen                        | Diethylpropion | 2-Diethylamino-1-phenylpropan-1-on                                                                                          |
| III                                                                          | Amfetamin                                        | Amphetamin | (RS)-1-Phenylpropan-2-ylazan                                                                                                |
| III                                                                          | Amobarbital                                      | - | 5-Ethyl-5-isopentylbarbitursäure                                                                                            |
| III                                                                          | Barbital, mit Ausnahmen                          | - | 5,5-Diethylbarbitursäure |
| III                                                                          | Bromazepam, mit Ausnahmen                        | - | 7-Brom-5-(2-pyridyl)-1,3-dihydro-2H-1,4-benzodiazepin-2-on                                                                  |
| III                                                                          | Brotizolam, mit Ausnahmen                        | - | 2-Brom-4-(2-chlorphenyl)-9-methyl-6H-thieno[3,2-f][1,2,4]triazolo[4,3-a][1,4]diazepin                                       |
| III                                                                          | Buprenorphin                                     | - | (5R,6R,7R,14S)-17-Cyclopropyl-methyl-4,5-epoxy-7-[(S)-2-hydroxy-3,3-dimethylbutan-2-yl]-6-methoxy-6,14-ethanomorphinan-3-ol |
| III                                                                          | Camazepam                                        | - | (7-Chlor-1-methyl-2-oxo-5-phenyl-2,3-dihydro-1H-1,4-enzodiazepin-3-yl)(dimethylcarbamat)                                    |
| III                                                                          | Cathin, mit Ausnahmen                            | (+)-Norpseudoephedrin (D-Norpseudoephedrin) | (1S,2S)-2-Amino-1-phenylpropan-1-ol                                                                                         |
| III                                                                          | Chlordiazepoxid, mit Ausnahmen                   | - | 7-Chlor-2-methylamino-5-phenyl-3H-1,4-benzodiazepin-4-oxid                                                                  |
| III                                                                          | Clobazam, mit Ausnahmen                          | - | 7-Chlor-1-methyl-5-phenyl-1,3-dihydro-2H-1,5-benzodiazepin-2,4(5H)-dion                                                     |
| III                                                                          | Clonazepam, mit Ausnahmen                        | - | 5-(2-Chlorphenyl)-7-nitro-1,3-dihydro-2H-1,4-benzodiazepin-2-on                                                             |
| III                                                                          | Clorazepat, mit Ausnahmen                        | - | (RS)-7-Chlor-2-oxo-5-phenyl-2,3-dihydro-1H-1,4-benzodiazepin-3-carbonsäure                                                  |
| III                                                                          | Clotiazepam, mit Ausnahmen                       | - | 5-(2-Chlorphenyl)-7-ethyl-1-methyl-1,3-dihydro-2H-thieno[2,3-e][1,4]diazepin-2-on                                           |
| III                                                                          | -                                                | Cocain (Benzoylecgoninmethylester) | Methyl[3β-(benzoyloxy)tropan-2β-carboxylat]                                                                                 |
| III                                                                          | -                                                | Codein (3-Methylmorphin), mit Ausnahmen | 4,5α-Epoxy-3-methoxy-17-methylmorphin-7-en-6α-ol                                                                            |
| III                                                                          | Delorazepam                                      | - | 7-Chlor-5-(2-chlorphenyl)-1,3-dihydro-2H-1,4-benzodiazepin-2-on                                                             |
| III                                                                          | Dexamfetamin                                     | Dexamphetamin | (S)-1-Phenylpropan-2-ylazan                                                                                                 |
| III                                                                          | Dexmethylphenidat                                | - | Methyl[(R,R)(phenyl)(2-piperidyl)acetat]                                                                                    |
| III                                                                          | -                                                | Diamorphin; mit Einschränkung | [(5R,6S)-4,5-Epoxy-17-methyl-morphin-7-en-3,6-diyl]diacetat                                                                 |
| III                                                                          | Diazepam, mit Ausnahmen                          | - | 7-Chlor-1-methyl-5-phenyl-1,3-dihydro-2H-1,4-benzodiazepin-2-on                                                             |
| III                                                                          | Dihydrocodein, mit Ausnahmen                     | - | 4,5α-Epoxy-3-methoxy-17-methylmorphinan-6α-ol                                                                               |
| III                                                                          | Estazolam, mit Ausnahmen                         | - | 8-Chlor-6-phenyl-4H-[1,2,4]triazolo[4,3-a]benzodiazepin                                                                     |
| III                                                                          | Ethylloflazepat                                  | - | Ethyl[7-chlor-5-(2-fluorphenyl)-2-oxo-2,3-dihydro-1H-1,4-benzodiazepin-3-carboxylat]                                        |
| III                                                                          | Etizolam                                         | - | 4-(2-Chlorphenyl)-2-ethyl-9-methyl-6H-thieno[3,2-f][1,2,4]triazolo[4,3-a][1,4]diazepin                                      |
| III                                                                          | Etorphin                                         | - | (5R,6R,7R,14R)-4,5-Epoxy-7-[(R)-2-hydroxypentan-2-yl]-6-methoxy-17-methyl-6,14-ethenomorphinan-3-ol                         |
| III                                                                          | Fenetyllin                                       | - | 1,3-Dimethyl-7-[2-(1-phenylpropan-2-ylamino)ethyl]-3,7-dihydro-2H-purin-2,6(1H)-dion                                        |
| III                                                                          | Fenproporex, mit Ausnahmen                       | - | (RS)-3-(1-Phenylpropan-2-ylamino)propannitril                                                                               |
| III                                                                          | Fentanyl                                         | - | N-(1-Phenethyl-4-piperidyl)-N-phenylpropanamid                                                                              |
| III                                                                          | Fludiazepam                                      | - | 7-Chlor-5-(2-fluorphenyl)-1-methyl-1,3-dihydro-2H-1,4-benzodiazepin-2-on                                                    |
| III                                                                          | Flunitrazepam                                    | - | 5-(2-Fluorphenyl)-1-methyl-7-nitro-1,3-dihydro-2H-1,4-benzodiazepin-2-on                                                    |
| III                                                                          | Flurazepam, mit Ausnahmen                        | - | 7-Chlor-1-(2-diethylaminoethyl)-5-(2-fluorphenyl)-1,3-dihydro-2H-1,4-benzodiazepin-2-on                                     |
| III                                                                          | Halazepam, mit Ausnahmen                         | - | 7-Chlor-5-phenyl-1-(2,2,2-trifluorethyl)-1,3-dihydro-2H-1,4-benzodiazepin-2-on                                              |
| III                                                                          | Haloxazolam                                      | - | 10-Brom-11b-(2-fluorphenyl)-2,3,7,11b-tetrahydro[1,3]oxazolo[3,2-d][1,4]benzodiazepin-6(5H)-on                              |
| III                                                                          | Hydrocodon                                       | Dihydrocodeinon | 4,5α-Epoxy-3-methoxy-17-methylmorphinan-6-on                                                                                |
| III                                                                          | Hydromorphon                                     | Dihydromorphinon | 4,5α-Epoxy-3-hydroxy-17-methylmorphinan-6-on                                                                                |
| III                                                                          | -                                                | γ-Hydroxybuttersäure (GHB), mit Ausnahmen | 4-Hydroxybutansäure |
| III                                                                          | Ketazolam, mit Ausnahmen                         | - | 11-Chlor-2,8-dimethyl-12b-phenyl-8,12b-dihydro-4H-[1,3]oxazino[3,2-d][1,4]benzodiazepin-4,7(6H)-dion                        |
| III                                                                          | Levacetylmethadol                                | Levomethadylacetat (LAAM) | [(3S,6S)-6-Dimethylamino-4,4- diphenylheptan-3-yl]acetat                                                                    |
| III                                                                          | Levomethadon                                     | - | (R)-6-Dimethylamino-4,4-diphenylheptan-3-on                                                                                 |
| III                                                                          | Lisdexamfetamin                                  | - | (2S)-2,6-Diamino-N-[(2S)-1-phenylpropan-2-yl]hexanamid                                                                      |
| III                                                                          | Loprazolam, mit Ausnahmen                        | - | 6-(2-Chlorphenyl)-2-[(Z)-4-methylpiperazin-1-ylmethylen]-8-nitro-2,4-dihydro-1H-imidazo[1,2-a][1,4]benzodiazepin-1-on       |
| III                                                                          | Lorazepam, mit Ausnahmen                         | - | (RS)-7-Chlor-5-(2-chlorphenyl)-3-hydroxy-1,3-dihydro-2H-1,4-benzodiazepin-2-on                                              |
| III                                                                          | Lormetazepam, mit Ausnahmen                      | - | 7-Chlor-5-(2-chlorphenyl)-3-hydroxy-1-methyl-1,3-dihydro-2H-1,4-benzodiazepin-2-on                                          |
| III                                                                          | Medazepam, mit Ausnahmen                         | - | 7-Chlor-1-methyl-5-phenyl-2,3-dihydro-1H-1,4-benzodiazepin                                                                  |
| III                                                                          | Methadon                                         | - | (RS)-6-Dimethylamino-4,4-diphenylheptan-3-on                                                                                |
| III                                                                          | Methylphenidat                                   | - | Methyl[(RS;RS)(phenyl)(2-piperidyl)acetat]                                                                                  |
| III                                                                          | Methylphenobarbital, mit Ausnahmen               | Mephobarbital | (RS)-5-Ethyl-1-methyl-5-phenyl-barbitursäure                                                                                |
| III                                                                          | Midazolam, mit Ausnahmen                         | - | 8-Chlor-6-(2-fluorphenyl)-1-methyl-4H-imidazo[1,5-a][1,4]benzodiazepin                                                      |
| III                                                                          | -                                                | Morphin | (5R,6S)-4,5-Epoxy-17-methyl-morphin-7-en-3,6-diol                                                                           |
| III                                                                          | Nabilon                                          | - | (6aRS,10aRS)-1-Hydroxy-6,6-dimethyl-3-(2-methyloctan-2-yl)-6,6a,7,8,10,10a-hexahydro-9H-benzo[c]chromen-9-on                |
| III                                                                          | Nimetazepam                                      | - | 1-Methyl-7-nitro-5-phenyl-1,3-dihydro-2H-1,4-benzodiazepin-2-on                                                             |
| III                                                                          | Nitrazepam, mit Ausnahmen                        | - | 7-Nitro-5-phenyl-1,3-dihydro-2H-1,4-benzodiazepin-2-on                                                                      |
| III                                                                          | Nordazepam, mit Ausnahmen                        | - | 7-Chlor-5-phenyl-1,3-dihydro-2H-1,4-benzodiazepin-2-on                                                                      |
| III                                                                          | Normethadon                                      | - | 6-Dimethylamino-4,4-diphenyl-hexan-3-on                                                                                     |
| III                                                                          | -                                                | Opium (der geronnene Saft der zur Art Papaver somniferum gehörenden Pflanzen), mit Ausnahmen                                                                                    | - |
| III                                                                          | Oxazepam, mit Ausnahmen                          | - | 7-Chlor-3-hydroxy-5-phenyl-1,3-dihydro-2H-1,4-benzo-diazepin-2-on                                                           |
| III                                                                          | Oxazolam, mit Ausnahmen                          | - | (2RS,11bSR)-10-Chlor-2-methyl-11b-phenyl-2,3,7,11b-tetrahydro[1,3]oxazolo[3,2-d][1,4]benzodiazepin-6(5H)-on                 |
| III                                                                          | Oxycodon                                         | 14-Hydroxydihydrocodeinon | 4,5α-Epoxy-14-hydroxy-3-methoxy-17-methylmorphinan-6-on                                                                     |
| III                                                                          | -                                                | Papaver somniferum (Pflanzen und Pflanzenteile, ausgenommen die Samen, der zur Art Papaver somniferum einschließlich der Unterart setigerum gehörenden Pflanzen), mit Ausnahmen | - |
| III                                                                          | Pemolin, mit Ausnahmen                           | - | 2-Imino-5-phenyl-1,3-oxazolidin-4-on                                                                                        |
| III                                                                          | Pentazocin                                       | - | (2R,6R,11R)-6,11-Dimethyl-3-(3-methylbut-2-en-1-yl)-1,2,3,4,5,6-hexahydro-2,6-methano-3-benzazocin-8-ol                     |
| III                                                                          | Pentobarbital                                    | - | (RS)-5-Ethyl-5-(pentan-2-yl)barbitursäure                                                                                   |
| III                                                                          | Pethidin                                         | - | Ethyl(1-methyl-4-phenyl-piperidin-4-carboxylat)                                                                             |
| III                                                                          | -                                                | Phenazepam | 7-Brom-5-(2-chlorphenyl)-1,3-dihydro-2H-1,4-benzodiazepin-2-on                                                              |
| III                                                                          | Phenobarbital, mit Ausnahmen                     | - | 5-Ethyl-5-phenylbarbitursäure                                                                                               |
| III                                                                          | Phentermin, mit Ausnahmen                        | - | 2-Benzylpropan-2-ylazan |
| III                                                                          | Pinazepam                                        | - | 7-Chlor-5-phenyl-1-(prop-2-in1-yl)-1,3-dihydro-2H-1,4-benzodiazepin-2-on                                                    |
| III                                                                          | Pipradrol                                        | - | Diphenyl(2-piperidyl)methanol                                                                                               |
| III                                                                          | Piritramid                                       | - | 1'-(3-Cyan-3,3-diphenylpropyl)[1,4'-bipiperidin]-4'-carboxamid                                                              |
| III                                                                          | Prazepam, mit Ausnahmen                          | - | 7-Chlor-1-cyclopropylmethyl-5-phenyl-1,3-dihydro-2H-1,4-benzodiazepin-2-on                                                  |
| III                                                                          | Remifentanil                                     | - | Methyl{3-[4-methoxycarbonyl-4-(N-phenylpropanamido)piperidino]propanoat}                                                    |
| III                                                                          | Remimazolam, mit Ausnahmen                       | - | Methyl{3-[(4S)-8-brom-1-methyl-6-(pyridin-2-yl)-4H-imidazo[1,2-a][1,4]benzodiazepin-4-yl]propanoat}                         |
| III                                                                          | Secobarbital                                     | - | 5-Allyl-5-(pentan-2-yl)barbitursäure                                                                                        |
| III                                                                          | Sufentanil                                       | - | N-{4-Methoxymethyl-1-[2-(2-thienyl)ethyl]-4-piperidyl}-N-phenylpropanamid                                                   |
| III                                                                          | Tapentadol                                       | - | 3-[(2R,3R)-1-Dimethylamino-2-methylpentan-3-yl]phenol                                                                       |
| III                                                                          | Temazepam, mit Ausnahmen                         | - | (RS)-7-Chlor-3-hydroxy-1-methyl-5-phenyl-1,3-dihydro-2H-1,4-benzodiazepin-2-on                                              |
| III                                                                          | Tetrazepam, mit Ausnahmen                        | - | 7-Chlor-5-(cyclohex-1-enyl)-1-methyl-1,3-dihydro-2H-1,4-benzodiazepin-2-on                                                  |
| III                                                                          | Tilidin, mit Ausnahmen                           | trans-Tilidin | Ethyl[(1RS,2SR)-2-dimethyl-amino-1-phenylcyclohex-3-encarboxylat]                                                           |
| III                                                                          | Triazolam, mit Ausnahmen                         | - | 8-Chlor-6-(2-chlorphenyl)-1-methyl-4H-[1,2,4]triazolo[4,3-a][1,4]benzodiazepin                                              |
| III                                                                          | Zolpidem                                         | - | N,N-Dimethyl-2-[6-methyl-2-(p-toly)imidazo[1,2-a]pyridin-3-yl]acetamid                                                      |

## Erweiterungen, Ausnahmen und Einschränkungen zu den in der Liste genannten Stoffen
1. ↑  Die Anlage I gilt ferner für:
- die Ester, Ether und Molekülverbindungen der in dieser Anlage aufgeführten Stoffe, wenn sie nicht in einer anderen Anlage verzeichnet sind und das Bestehen solcher Ester, Ether und Molekülverbindungen möglich ist;
- die Salze der in dieser Anlage aufgeführten Stoffe, wenn das Bestehen solcher Salze möglich ist;
- die Zubereitungen der in dieser Anlage aufgeführten Stoffe, wenn sie nicht 
  a) ohne am oder im menschlichen oder tierischen Körper angewendet zu werden, ausschließlich diagnostischen oder analytischen Zwecken dienen und ihr Gehalt an einem oder mehreren Betäubungsmitteln jeweils 0,001 vom Hundert nicht übersteigt oder die Stoffe in den Zubereitungen isotopenmodifiziert oder
  b) besonders ausgenommen sind;
- die Stereoisomere der in dieser oder einer anderen Anlage aufgeführten Stoffe, wenn sie als Betäubungsmittel missbräuchlich verwendet werden sollen;
- Stoffe nach § 2 Absatz 1 Nummer 1 Buchstabe b bis d mit in dieser oder einer anderen Anlage aufgeführten Stoffen sowie die zur Reproduktion oder Gewinnung von Stoffen nach § 2 Absatz 1 Nummer 1 Buchstabe b bis d geeigneten biologischen Materialien, wenn ein Missbrauch zu Rauschzwecken vorgesehen ist.
2. ↑  ausgenommen Diamorphin zu den in den Anlagen II und III bezeichneten Zwecken
3. ↑  ausgenommen,
a) wenn es sich um Cannabis zu medizinisch-wissenschaftlichen Zwecken im Sinne des Medizinal-Cannabisgesetzes handelt, oder
 b) wenn es sich um eine nichtsynthetische Form handelt, die zu nichtmedizinischen Zwecken im Verkehr ist.
4. ↑  Die Anlage II gilt ferner für:
- die Ester, Ether und Molekülverbindungen der in dieser Anlage sowie die Ester und Ether der in Anlage III aufgeführten Stoffe, ausgenommen gamma-Hydroxybuttersäure (GHB), wenn sie nicht in einer anderen Anlage verzeichnet sind und das Bestehen solcher Ester, Ether und Molekülverbindungen möglich ist;
- die Salze der in dieser Anlage aufgeführten Stoffe, wenn das Bestehen solcher Salze möglich ist, sowie die Salze und Molekülverbindungen der in Anlage III aufgeführten Stoffe, wenn das Bestehen solcher Salze und Molekülverbindungen möglich ist und sie nicht ärztlich, zahnärztlich oder tierärztlich angewendet werden;
- die Zubereitungen der in dieser Anlage aufgeführten Stoffe, wenn sie nicht
  a) ohne am oder im menschlichen oder tierischen Körper angewendet zu werden, ausschließlich diagnostischen oder analytischen Zwecken dienen und ihr Gehalt an einem oder mehreren Betäubungsmitteln, bei Lyophilisaten und entsprechend zu verwendenden Stoffgemischen in der gebrauchsfertigen Lösung, jeweils 0,01 vom Hundert nicht übersteigt oder die Stoffe in den Zubereitungen isotopenmodifiziert oder
  b) besonders ausgenommen sind.
5. ↑  sofern es zur Herstellung von Zubereitungen zu medizinischen Zwecken bestimmt ist
6. ↑  ausgenommen in Zubereitungen, die ohne einen weiteren Stoff der Anlagen I bis III je abgeteilte Form bis zu 0,5 mg Difenoxin, berechnet als Base, und, bezogen auf diese Menge, mindestens 5 vom Hundert Atropinsulfat enthalten
7. ↑  ausgenommen in Zubereitungen, die ohne einen weiteren Stoff der Anlagen I bis III bis zu 0,25 vom Hundert oder je abgeteilte Form bis zu 2,5 mg Diphenoxylat, berechnet als Base, und, bezogen auf diese Mengen, mindestens 1 vom Hundert Atropinsulfat enthalten
8. ↑  ausgenommen in Zubereitungen, die ohne einen weiteren Stoff der Anlagen I bis III bis zu 2,5 vom Hundert oder je abgeteilte Form bis zu 100 mg Ethylmorphin, berechnet als Base, enthalten
9. ↑  ausgenommen zu Zierzwecken
10. ↑  ausgenommen in Zubereitungen, die ohne einen weiteren Stoff der Anlagen I bis III als Lösung bis zu 0,15 vom Hundert, je Packungseinheit jedoch nicht mehr als 150 mg, oder je abgeteilte Form bis zu 20 mg Pholcodin, berechnet als Base, enthalten
11. ↑  – ausgenommen,
a) wenn es sich um Cannabis zu medizinischen Zwecken oder Cannabis zu medizinisch-wissenschaftlichen Zwecken im Sinne des Medizinal-Cannabisgesetzes handelt,
 oder b) wenn es sich um eine nichtsynthetische Form handelt, die zu nichtmedizinischen Zwecken im Verkehr ist.
12. ↑  Die Anlage III gilt ferner für:
- die Salze und Molekülverbindungen der in dieser Anlage aufgeführten Stoffe, wenn sie nach den Erkenntnissen der medizinischen Wissenschaft ärztlich, zahnärztlich oder tierärztlich angewendet werden;
- die Zubereitungen der in dieser Anlage aufgeführten Stoffe, wenn sie nicht
  a) ohne am oder im menschlichen oder tierischen Körper angewendet zu werden, ausschließlich diagnostischen der analytischen Zwecken dienen und ihr Gehalt an einem oder mehreren Betäubungsmitteln, bei Lyophilisaten und entsprechend zu verwendenden Stoffgemischen in der gebrauchsfertigen Lösung, jeweils 0,01 vom Hundert nicht übersteigt oder die Stoffe in den Zubereitungen isotopenmodifiziert oder
  b) besonders ausgenommen sind. Für ausgenommene Zubereitungen - außer solchen mit Codein oder Dihydrocodein - gelten jedoch die betäubungsmittelrechtlichen Vorschriften über die Einfuhr, Ausfuhr und Durchfuhr. Nach Buchstabe b der Position Barbital ausgenommene Zubereitungen können jedoch ohne Genehmigung nach § 11 des Betäubungsmittelgesetzes ein-, aus- oder durchgeführt werden, wenn nach den Umständen eine missbräuchliche Verwendung nicht zu befürchten ist.
13. ↑  ausgenommen in Zubereitungen, die ohne einen weiteren Stoff der Anlagen I bis III je abgeteilte Form bis zu 1 mg Alprazolam enthalten
14. ↑  ausgenommen in Zubereitungen ohne verzögerte Wirkstofffreigabe, die ohne einen weiteren Stoff der Anlagen I bis III je abgeteilte Form bis zu 22 mg, und in Zubereitungen mit verzögerter Wirkstofffreigabe, die ohne einen weiteren Stoff der Anlagen I bis III je abgeteilte Form bis zu 64 mg Amfepramon, berechnet als Base, enthalten
15. ↑  ausgenommen in Zubereitungen, die
  a) ohne einen weiteren Stoff der Anlagen I bis III bis zu 10 vom Hundert oder
  b) ohne am oder im menschlichen oder tierischen Körper angewendet zu werden, ausschließlich diagnostischen oder analytischen Zwecken dienen und ohne einen weiteren Stoff der Anlagen I bis III je Packungseinheit nicht mehr als 25 g Barbital, berechnet als Säure, enthalten
16. ↑  ausgenommen in Zubereitungen, die ohne einen weiteren Stoff der Anlagen I bis III je abgeteilte Form bis zu 6 mg Bromazepam enthalten
17. ↑  ausgenommen in Zubereitungen, die ohne einen weiteren Stoff der Anlagen I bis III bis zu 0,02 vom Hundert oder je abgeteilte Form bis zu 0,25 mg Brotizolam enthalten
18. ↑  ausgenommen in Zubereitungen, die ohne einen weiteren Stoff der Anlagen I bis III bis zu 5 vom Hundert als Lösung, jedoch nicht mehr als 1600 mg je Packungseinheit oder je abgeteilte Form bis zu 40 mg Cathin, berechnet als Base, enthalten
19. ↑  ausgenommen in Zubereitungen, die ohne einen weiteren Stoff der Anlagen I bis III je abgeteilte Form bis zu 25 mg Chlordiazepoxid enthalten
20. ↑  ausgenommen in Zubereitungen, die ohne einen weiteren Stoff der Anlagen I bis III bis zu 0,2 Prozent als Suspension, jedoch nicht mehr als 300 mg je Packungseinheit, oder je abgeteilte Form bis zu 30 mg Clobazam enthalten
21. ↑  ausgenommen in Zubereitungen, die ohne einen weiteren Stoff der Anlagen I bis III bis zu 0,25 vom Hundert als Tropflösung, jedoch nicht mehr als 250 mg je Packungseinheit oder je abgeteilte Form bis zu 2 mg Clonazepam enthalten
22. ↑  ausgenommen in Zubereitungen, die ohne einen weiteren Stoff der Anlagen I bis III je abgeteilte Form bis zu 50 mg, als Trockensubstanz nur zur parenteralen Anwendung bis zu 100 mg, Clorazepat als Dikaliumsalz enthalten
23. ↑  ausgenommen in Zubereitungen, die ohne einen weiteren Stoff der Anlagen I bis III je abgeteilte Form bis zu 20 mg Clotiazepam enthalten
24. ↑  ausgenommen in Zubereitungen, die ohne einen weiteren Stoff der Anlagen I bis III bis zu 2,5 vom Hundert oder je abgeteilte Form bis zu 100 mg Codein, berechnet als Base, enthalten. Für ausgenommene Zubereitungen, die für betäubungsmittel- oder alkoholabhängige Personen verschrieben werden, gelten jedoch die Vorschriften über das Verschreiben und die Abgabe von Betäubungsmitteln.
25. ↑  nur in Zubereitungen, die zur Substitutionsbehandlung zugelassen sind
26. ↑  ausgenommen in Zubereitungen, die ohne einen weiteren Stoff der Anlagen I bis III bis zu 1 vom Hundert als Sirup oder Tropflösung, jedoch nicht mehr als 250 mg je Packungseinheit, oder je abgeteilte Form bis zu 10 mg Diazepam enthalten
27. ↑  ausgenommen in Zubereitungen, die ohne einen weiteren Stoff der Anlagen I bis III bis zu 2,5 vom Hundert oder je abgeteilte Form bis zu 100 mg Dihydrocodein, berechnet als Base, enthalten. Für ausgenommene Zubereitungen, die für betäubungsmittel- oder alkoholabhängige Personen verschrieben werden, gelten jedoch die Vorschriften über das Verschreiben und die Abgabe von Betäubungsmitteln.
28. ↑  ausgenommen in Zubereitungen, die ohne einen weiteren Stoff der Anlagen I bis III je abgeteilte Form bis zu 2 mg Estazolam enthalten
29. ↑  ausgenommen in Zubereitungen, die ohne einen weiteren Stoff der Anlagen I bis III je abgeteilte Form bis zu 11 mg Fenproporex, berechnet als Base, enthalten
30. ↑  ausgenommen in Zubereitungen, die ohne einen weiteren Stoff der Anlagen I bis III je abgeteilte Form bis zu 30 mg Flurazepam enthalten
31. ↑  ausgenommen in Zubereitungen, die ohne einen weiteren Stoff der Anlagen I bis III je abgeteilte Form bis zu 120 mg Halazepam enthalten
32. ↑  ausgenommen in Zubereitungen zur Injektion, die ohne einen weiteren Stoff der Anlagen I bis III bis zu 20 vom Hundert und je abgeteilte Form bis zu 2 g γ-Hydroxybuttersäure, berechnet als Säure, enthalten
33. ↑  ausgenommen in Zubereitungen, die ohne einen weiteren Stoff der Anlagen I bis III je abgeteilte Form bis zu 45 mg Ketazolam enthalten
34. ↑  ausgenommen in Zubereitungen, die ohne einen weiteren Stoff der Anlagen I bis III je abgeteilte Form bis zu 2,5 mg Loprazolam enthalten
35. ↑  ausgenommen in Zubereitungen, die ohne einen weiteren Stoff der Anlagen I bis III je abgeteilte Form bis zu 2,5 mg Lorazepam enthalten
36. ↑  ausgenommen in Zubereitungen, die ohne einen weiteren Stoff der Anlagen I bis III je abgeteilte Form bis zu 2 mg Lormetazepam enthalten
37. ↑  ausgenommen in Zubereitungen, die ohne einen weiteren Stoff der Anlagen I bis III je abgeteilte Form bis zu 10 mg Medazepam enthalten
38. ↑  ausgenommen in Zubereitungen, die ohne einen weiteren Stoff der Anlagen I bis III je abgeteilte Form bis zu 200 mg Methylphenobarbital, berechnet als Säure, enthalten
39. ↑  ausgenommen in Zubereitungen, die ohne einen weiteren Stoff der Anlagen I bis III bis zu 0,2 vom Hundert oder je abgeteilte Form bis zu 15 mg Midazolam enthalten
40. ↑  ausgenommen in Zubereitungen, die ohne einen weiteren Stoff der Anlagen I bis III je abgeteilte Form bis zu 0,5 vom Hundert als Tropflösung, jedoch nicht mehr als 250 mg je Packungseinheit, oder je abgeteilte Form bis zu 10 mg Nitrazepam enthalten
41. ↑  ausgenommen in Zubereitungen, die ohne einen weiteren Stoff der Anlagen I bis III je abgeteilte Form bis zu 0,5 vom Hundert als Tropflösung, jedoch nicht mehr als 150 mg je Packungseinheit, oder je abgeteilte Form bis zu 15 mg Nordazepam enthalten
42. ↑  ausgenommen in Zubereitungen, die nach einer im homöopathischen Teil des Arzneibuches beschriebenen Verfahrenstechnik hergestellt sind, wenn die Endkonzentration die sechste Dezimalpotenz nicht übersteigt
43. ↑  ausgenommen in Zubereitungen, die ohne einen weiteren Stoff der Anlagen I bis III je abgeteilte Form bis zu 50 mg Oxazepam enthalten
44. ↑  ausgenommen in Zubereitungen, die ohne einen weiteren Stoff der Anlagen I bis III je abgeteilte Form bis zu 20 mg Oxazolam enthalten
45. ↑  ausgenommen, wenn der Verkehr mit ihnen (ausgenommen der Anbau) Zierzwecken dient und wenn im getrockneten Zustand ihr Gehalt an Morphin 0,02 vom Hundert nicht übersteigt; in diesem Fall finden die betäubungsmittelrechtlichen Vorschriften zur Anwendung auf die Einfuhr, Ausfuhr und Durchfuhr,
- ausgenommen in Zubereitungen, die nach einer im homöopathischen Teil des Arzneibuches beschriebenen Verfahrenstechnik hergestellt sind, wenn die Endkonzentration die vierte Dezimalpotenz nicht übersteigt
- ausgenommen in Zubereitungen, die ohne einen weiteren Stoff der Anlagen I bis III bis zu 0,015 vom Hundert Morphin, berechnet als Base, enthalten und die aus einem oder mehreren sonstigen Bestandteilen in der Weise zusammengesetzt sind, dass das Betäubungsmittel nicht durch leicht anwendbare Verfahren oder in einem die öffentliche Gesundheit gefährdenden Ausmaß zurückgewonnen werden kann
46. ↑  ausgenommen in Zubereitungen, die ohne einen weiteren Stoff der Anlagen I bis III je abgeteilte Form bis zu 20 mg Pemolin, berechnet als Base, enthalten
47. ↑  ausgenommen in Zubereitungen, die ohne einen weiteren Stoff der Anlagen I bis III bis zu 10 vom Hundert oder je abgeteilte Form bis zu 300 mg Phenobarbital, berechnet als Säure, enthalten
48. ↑  ausgenommen in Zubereitungen, die ohne einen weiteren Stoff der Anlagen I bis III je abgeteilte Form bis zu 15 mg Phentermin, berechnet als Base, enthalten
49. ↑  ausgenommen in Zubereitungen, die ohne einen weiteren Stoff der Anlagen I bis III je abgeteilte Form bis zu 20 mg Prazepam enthalten
50. ↑  ausgenommen in Zubereitungen, die ohne einen weiteren Stoff der Anlagen I bis III als Lyophilisat nur zur parenteralen Anwendung bis zu 20 mg Remimazolam, berechnet als Base, enthalten
51. ↑  ausgenommen in Zubereitungen, die ohne einen weiteren Stoff der Anlagen I bis III je abgeteilte Form bis zu 20 mg Temazepam enthalten
52. ↑  ausgenommen in Zubereitungen, die ohne einen weiteren Stoff der Anlagen I bis III je abgeteilte Form bis zu 100 mg Tetrazepam enthalten
53. ↑  ausgenommen in festen Zubereitungen mit verzögerter Wirkstofffreigabe, die ohne einen weiteren Stoff der Anlagen I bis III je abgeteilte Form bis zu 300 mg Tilidin, berechnet als Base, und, bezogen auf diese Menge, mindestens 7,5 vom Hundert Naloxonhydrochlorid enthalten
54. ↑  ausgenommen in Zubereitungen, die ohne einen weiteren Stoff der Anlagen I bis III je abgeteilte Form bis zu 0,25 mg Triazolam enthalten